# Sokołów Małopolski
Sokołów Małopolski (jid. ‏סאָקעלאָווע (Sokolov)‎) – miasto w woj. podkarpackim, w powiecie rzeszowskim, siedziba gminy miejsko-wiejskiej Sokołów Małopolski. Jest jednym z miast aglomeracji rzeszowskiej. Przez miasto przebiega droga wojewódzka nr 878, 875 i 881 oraz droga ekspresowa S19. Leży na obszarze historycznej Rusi Czerwonej.
Do około 1395 roku obecna ziemia sokołowska z prawdopodobną osadą łowiecko-targową leżała w graniach Księstwa Bełskiego, jednak decyzją Jadwigi Andegaweńskiej wydzielono jego część i wcielono do ziemi przemyskiej. W XVI w. Sokołów położony był w powiecie przeworskim w województwie ruskim.
Według danych GUS z 31 grudnia 2024 r. miasto liczyło 4376 mieszkańców, będąc 34. najludniejszym miastem w województwie.
Ośrodek usługowy i handlowy; drobny przemysł: metalowy, tworzyw sztucznych, materiałów budowlanych, drzewny i spożywczy.

## Nazwa i herb miasta
Sokołów Małopolski swoją nazwę bierze jeszcze z czasów przed lokacją miasta – z założonej tutaj jeszcze prawdopodobnie w XIV wieku szkółki sokolniczej i obudowanej wokół niej osady w środku Puszczy Sandomierskiej.
Według jednej z miejscowych legend osada powstała na rozkaz Króla Kazimierza Wielkiego. Według niej władca w czasie podróży nowo wytyczonym szlakiem z Rzeszowa do Lublina zatrzymał się na postój na polanie w okolicy obecnego kościoła św. Ducha. I gdy na rozłożystym dębie ujrzał sokole gniazdo, nakazał w tym miejscu założyć leśnictwo wraz ze szkółką przyuczającą sokoły do polowań.
Miasto zostało w dokumentach lokacyjnych zostało wzmiankowane jako Sokolow.

## Położenie
Sokołów Małopolski leży na skrzyżowaniu dwóch historycznych szlaków handlowych: „Krakowskiego” z Tarnowa przez Krzeszów w kierunku Lublina i „Madziarskiego” z Sandomierza przez Rzeszów, Duklę i dalej na Węgry.
Miasto usytuowane jest w węźle pięciu gościńców, w widłach Wisły i Sanu, na Płaskowyżu Kolbuszowskim, w Niecce Sokołowskiej, Kotlinie Sandomierskiej, w odległości 24 kilometrów na północ od Rzeszowa i 128 kilometrów na południe od Lublina. W pobliżu znajduje się Port Lotniczy w Rzeszów-Jasionka (11 km).
Teren Sokołowa leży na obszarze dawnej Puszczy Sandomierskiej, a najbardziej wartościowe fragmenty tego kompleksu leśnego zostały objęte ochroną krajoznawczą tworząc Sokołowsko-Wilczowolski Obszar Chronionego Krajobrazu. Miasto i jego okolice posiadają łagodny klimat, z niewielką ilością opadów.
Wzdłuż zachodnich rubieży miasta przepływa w kierunku północno-zachodnim struga Turka.
W latach 1975–1998 miasto administracyjnie należało do woj. rzeszowskiego.

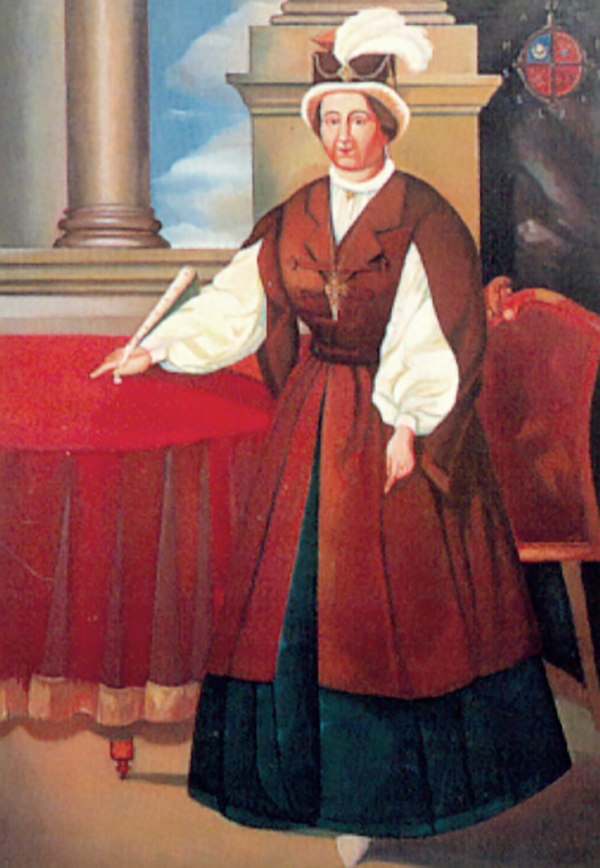
Anna Pilecka z Pilczy (herbu Leliwa), pierwsza dziedziczka Sokołowa Małopolskiego

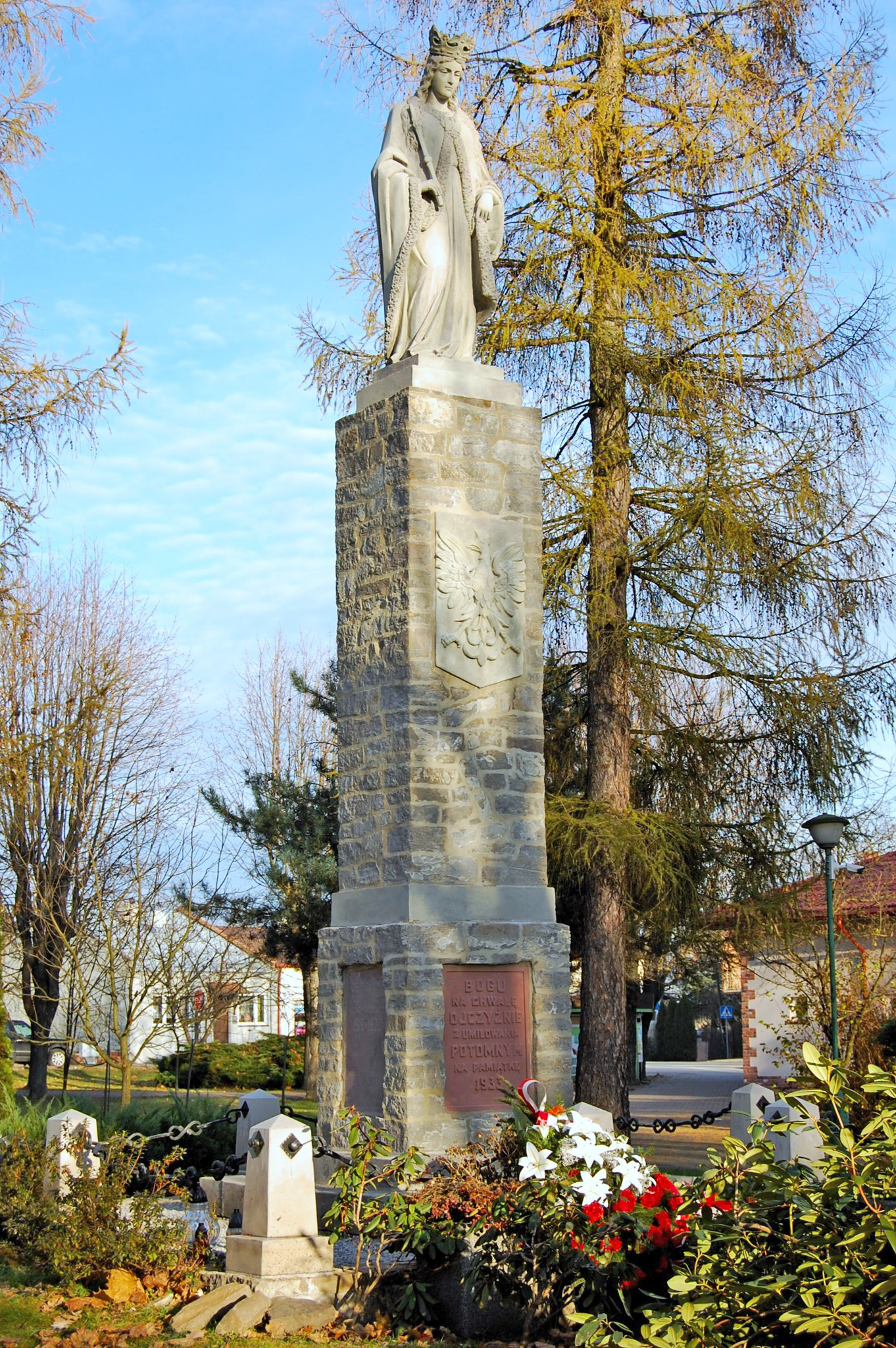
Pomnik Wdzięczności za Odzyskaną Wolność (1933)

## Historia[9]

### Osadnictwo
Z badań archeologicznych wynika, że niektóre fragmenty dawnej Puszczy Sandomierskiej były zamieszkane już w mezolicie (około 7900–4200 lat p.n.e.), a na terenie puszczy odnaleziono ślady kultury trzcineckiej, łużyckiej i przeworskiej.
Obszary Puszczy Sandomierskiej stanowiły w średniowieczu obszar pogranicza Królestwa Polskiego, który oddzielał je od Królestwa Węgier (od południa) i księstw ruskich (ze wschodu). Szeroki szlak puszcz stanowił naturalną, trudną do przebycia barierę. Był to dziki obszar, gęsto przesiany bagnami i jeziorami. Mimo niedostępności obszarów puszczańskich jeszcze we wczesnym Średniowieczu powstawały osady służebne, m.in. łowców książęcych, dostarczających na dwór zwierzynę. Wspominają o tym w swoich kronikach Nestor i Gall Anonim. Drugi z kronikarzy podaje, że Bolesław Chrobry sprowadził do Polski łowców rozmaitej narodowości, którzy chwytali mu wszelką zwierzynę.
Pierwotnie, szersze akcje osadnicze, sięgające XII i XIII wieku dotyczyły terenów słabiej zalesionych, położonych dalej na południe od Sokołowa, w dolinach Białej Dunajcowej, Wisłoki, Sanu i Wisłoka, co rozerwało dawną puszczę na dwie części: Karpacką i Sandomierską. Dopiero później nastąpiła ekspansja w kierunku obecnego Sokołowa i powstałej tu pierwotnej, założonej najprawdopodobniej w XIV wieku osady.
Z powodu licznych najazdów tatarskich, obszary Puszczy, ze względu na swoją niedostępność stanowiły naturalne schronienie dla uciekającej ludności. Regularne akcje osadnicze zapoczątkowane przez Kazimierza Wielkiego zostały zasilane głównie przez osadników z Księstwa Mazowieckiego, którzy dołączyli do autochtonicznej, tubylczej ludności żyjącej w tych rejonach.

### Okres przelokacyjny
Początek miastu Sokołów Małopolski dała stara osada łowiecka i targowa w Puszczy Sandomierskiej, powstała prawdopodobnie w XIV wieku. Funkcję targową (rynku) pełnił obecny Plac Świętego Jana, który po lokacji zmienił swoje pierwotne przeznaczenie, a w jego centralnym punkcie w późniejszym okresie wybudowano kościół parafialny.
Inwentarze z XVII wieku opisują, że tuż za dawnym wałem miejskim, przy bramie Lubelskiej znajdowało się leśnictwo.
Sam fakt położenia wśród gęsto zalesionych obszarów Puszczy miał wpływ nie tylko na możliwość utworzenia tutaj osady służebnej łowców, leśników czy sokolników, ale wpłynęło też w ogromnym stopniu na późniejszą architekturę samego Sokołowa. Duża liczba surowca sprawiła, że przez kolejne wieki dominowało tutaj budownictwo drewniane.

### XVI wiek
W 1569 roku Jan z Pilczy Pilecki otrzymał od Zygmunta Augusta prawa miejskie dla Sokołowa i nakreślił renesansowe rozplanowanie sieci ulic z centralnie położonym obszernym rynkiem o wymiarach 150 × 150 metrów. Miasto zostało ulokowane kilkaset metrów na północ od centrum przedlokacyjnej osady, na prawie chełmińskim, a jego mieszkańcy byli zwolnieni z płacenia podatków na kolejnych 20 lat. Jednocześnie, dzięki królewskiemu dokumentowi uzyskano zgodę na cotygodniowe targi w każdy poniedziałek i trzy duże jarmarki główne w ciągu roku. Można przypuszczać, że Jan Pilecki, jako dawny dworzanin Króla Zygmunta otrzymał ustne zezwolenie na ulokowanie miasta już kilka lat wcześniej. A więc zanim pojawił się on oficjalnie na piśmie. Sokołów zostaje wzmiankowany jako „oppidum” (miasto) przynajmniej od 1567 roku.
Treść aktu lokacji czy bardzo duży plac rynku świadczą o ambicji Jana Pileckiego w kierunku rozwoju Sokołowa jako ośrodka opartego na handlu. Jeszcze w 1569 roku właściciel miasta wystąpił czynnie przeciwko sołtysowi Grzegorzowi Studzieńskiemu, planującemu w bliskiej okolicy (w miejscu obecnej wsi Zielonka) założyć konkurencyjną osadę. Pilecki zablokował te plany, a zgromadzone na stawianie domów drewno budulcowe kazał porąbać.
Niespodziewana śmierć założyciela (w wieku zaledwie około 34 lat) w 1574 roku jest traktowana jako niekorzystne wydarzenie w kontekście przyszłości i dalszego rozwoju świeżo upieczonego prywatnego miasteczka. To, wraz z resztą pierwotnego Dominium Sokołowskiego (Stobierną, Wolą Turzą, Nienadówką i Trzebuską) przypada w spadku córce Jana – Annie.
W 1586 roku pojawia się pierwsza pisemna wzmianka o sokołowskim ratuszu, gdy Krzysztof Kostka i jego żona, dziedziczka miasta – Anna z Pilczy precyzują kwestie związane z użytkowaniem i pełnieniem nadzoru nad obiektem. Był to okazały obiekt kryty gontem, a z trzech stron miał wystające podcienia na drewnianych słupach, umiejscowiony w samym środku placu rynkowego. Nie wiadomo kiedy dokładnie wzniesiono budynek ratusza. Wiadomo natomiast, że budynek był zarówno dzierżawiony i oddawany pod zastaw. W pierwotnym kształcie przestaje istnieć jeszcze w drugiej połowie XIX wieku. Do czasu pożaru miasta w 1904 roku ratusz (przebudowany lub odbudowany) funkcjonuje jeszcze na środku rynku.

Radnia sokołowska, okazały gmach, któren widziałem w upadku, a dziś już nie istnieje, miała z trzech stron podsienia złotnemu węgłowi świata nadstawiła gładką ścianę. W czele i w tyle były wjazdy na przestrzał. Szczyt nie miał facjat, tylko ukośnie spadał ku przodowi i tyłowi. W środku był przedzielony gustownym gzymsem.

W 1585 Krzysztof Kostka wydaje najstarszy zachowany dekret dotyczący powstania cechu rzemieślniczego w Sokołowie, który dotyczy profesji szewców, a w 1588 roku właściciele Sokołowa uposażają powstały przed 1579 rokiem miejscowy kościół. W tym samym roku formalnie erygowano w mieście rzymskokatolicką parafię.

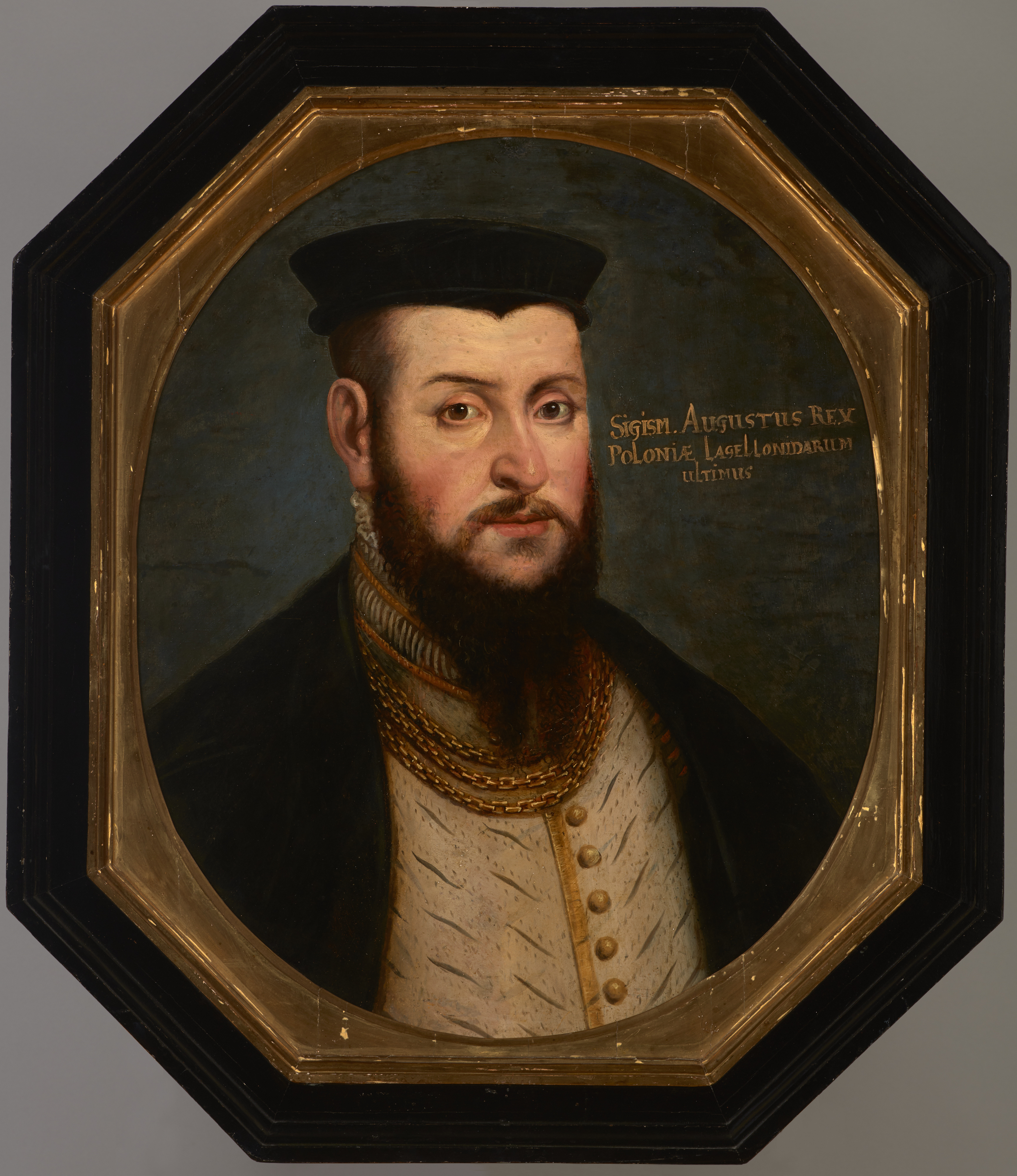
Król Zygmunt II August, który zezwolił na lokację miasta Sokołowa
Herb szlachecki założyciela miasta – Jana Pileckiego z Pilczy (Leliwa)

### XVII wiek
Rozwój miasta zostaje przerwany w roku 1608, kiedy to Sokołów zniszczył i ograbił znany z awanturnictwa i okrucieństwa „Diabeł Łańcucki” Stanisław Stadnicki, toczący w tym czasie prywatną wojnę z drugim mężem właścicielki Sokołowa Anny Pileckiej – Łukaszem Opalińskim. Jak relacjonowali Janowi Grabińskiemu świadkowie zdarzenia, sprofanowano i splądrowano kościół parafialny, a ofiarami padło co najmniej kilkudziesięciu mieszkańców – cywilów, urzędników i duchownych.
Nieustające zewnętrzne zagrożenie (głównie za sprawą najazdów tatarskich i tureckich) sprawia, że w latach 30. XVII wieku ukończono długie na 1,5 kilometra wały miejskie, z pięcioma bramami wjazdowymi, siedmioma bastejami, szeroką na 15 metrów fosą, mostkami i drewnianą, masywną palisadą. Sama budowa trwała blisko 20 lat i odbyła się wysiłkiem sokołowskich mieszczan.
Za bramami wjazdowymi: Lubelską, Łańcucką, Leżajską, Rzeszowską i Krakowską szybko rozbudowują się kolejne miejskie przedmieścia nazwane od sąsiadujących z nimi bram.
Miasto rozwijało się szybko, uzyskując status prężnego ośrodka rzemieślniczego, którego wyroby szewskie, stolarskie, garncarskie, tkackie i kowalskie słynęły w szerokiej okolicy. W roku 1641 wydany zostaje ponadto dekret powołujący do życia w Sokołowie cech wspólny obejmujący bednarzy, stolarzy, kołodziejów i garncarzy.
W roku 1657 Sokołów po raz kolejny zostaje zniszczony, tym razem za sprawą węgierskich wojsk pod wodzą księcia Siedmiogrodu, Jerzego II Rakoczego. Miasto zostaje wtedy spalone, a wraz z nim miejscowy kościół.
W 1672 miasto, podobnie jak praktycznie większa część Ziemi Przemyskiej pada ofiarą najazdu tatarskiego, wspartego mniejszymi kontyngentami wojsk tureckich i kozackich. Za atak odpowiadały oddziały Ordy Budziackiej i Chanatu Krymskiego, które brały udział w rozpoczętej w tym samym roku wojnie polsko-tureckiej. Ucierpieli przede wszystkim mieszkańcy miasteczka. Ocalała natomiast zabudowa. Przemyskie akta grodzkie w relacjach świadków opisują skutki najazdu, który sprawił, że miasto przejściowo opustoszało, a w 1673 roku osiedlonych było tylko 20 domów (z ponad dwustu). Niedługo potem miasto ludnościowo nadrobiło straty, bo w 1687 roku Sokołów zamieszkiwało już około 1645 mieszkańców w 329 domach mieszkalnych.

### XVIII wiek
Kolejny wiek, a w szczególności pierwsza połowa XVIII wieku nie były pomyślne dla samego miasta, na które spłynął szereg niekorzystnych wydarzeń: grabieży, epidemii i pożarów.
Sokołów w krótkim czasie odczuwa skutki wojny domowej i rywalizacji pomiędzy rodami magnackimi. Najpierw w 1702 roku wojsko hetmana wielkiego koronnego Hieronima Lubomirskiego grabi dobra sokołowskie, które w tym czasie było własnością jego przeciwnika politycznego – Stefana Mikołaja Branickiego (stronnika Stanisława Leszczyńskiego). Dwa lata później ponownie dochodzi do grabieży miasta i okolicy, tym razem za sprawą oddziałów saskich Augusta II.
W latach 1717–1721 Sokołowszczyzna jest kilkukrotnie nękana przez epidemie. Dodatkowo w 1718 roku dochodzi do pożaru, który trawi część domów Chrześcijan i kilkanaście lat wcześniej odbudowaną Synagogę, o unikalnej, rzadko spotykanej konstrukcji.
W 1733 roku po raz kolejny dochodzi do walk wojsk saskich ze zwolennikami Stanisława Leszczyńskiego, na czym po raz kolejny cierpią Sokołów i okolice. W tym samym roku Jan Klemens Branicki odsprzedaje dobra sokołowskie Antoniemu Lubomirskiemu. Z kolei w 1748 dochodzi do kolejnej transakcji, po której „państwo sokołowskie” przechodzi do rąk rodu Grabińskich (na ponad sto lat).
W 1769 roku przez Sokołowszczyznę przechodzą walczące ze sobą wojska rosyjskie i oddziały konfederatów barskich, na czym cierpi ludność miasteczka. W tym czasie w Sokołowie przebywa Kazimierz Pułaski.

### Okres pod zaborami

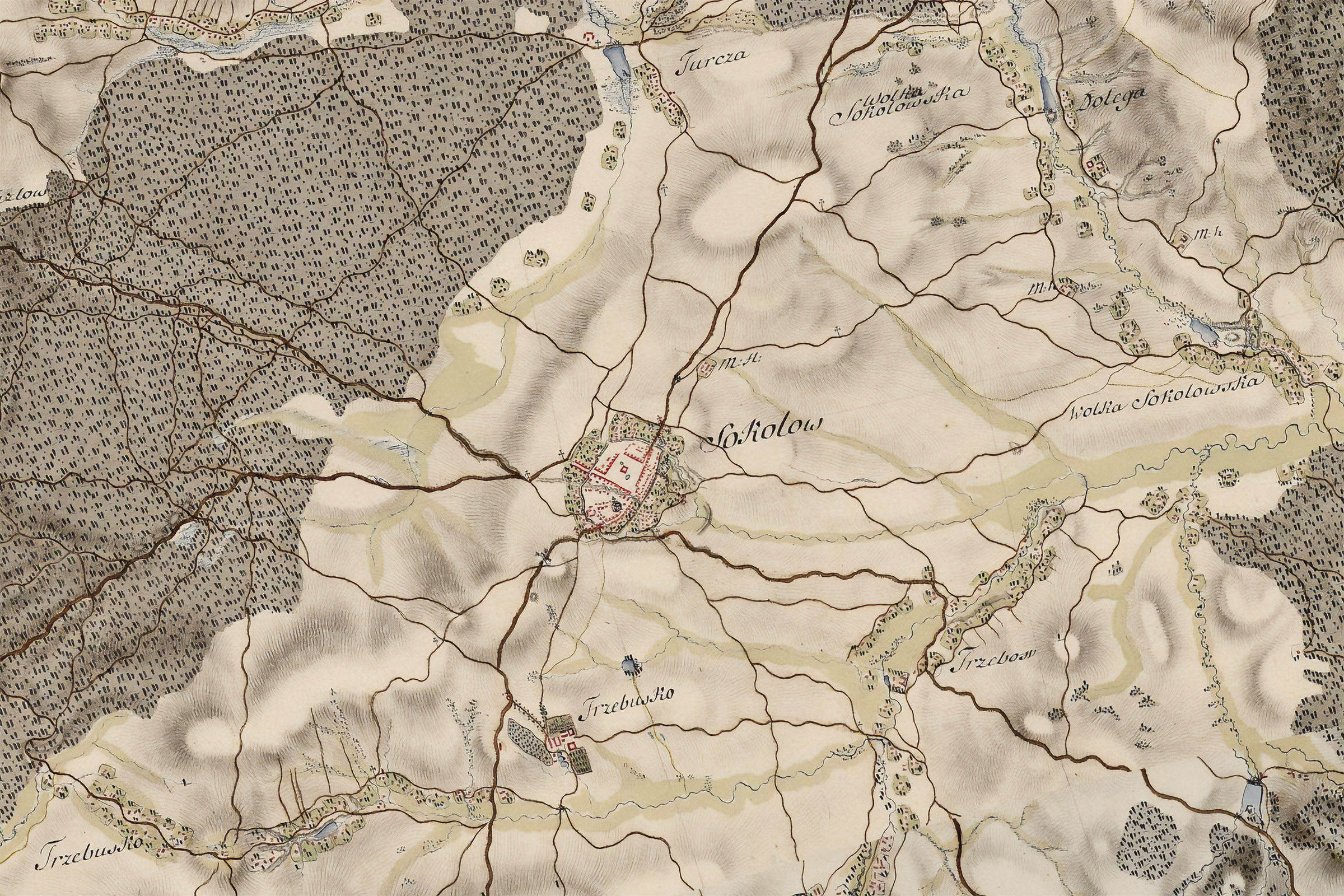
Sokołów Małopolski na mapie topograficznej Friedricha von Miega z lat 1779–1783

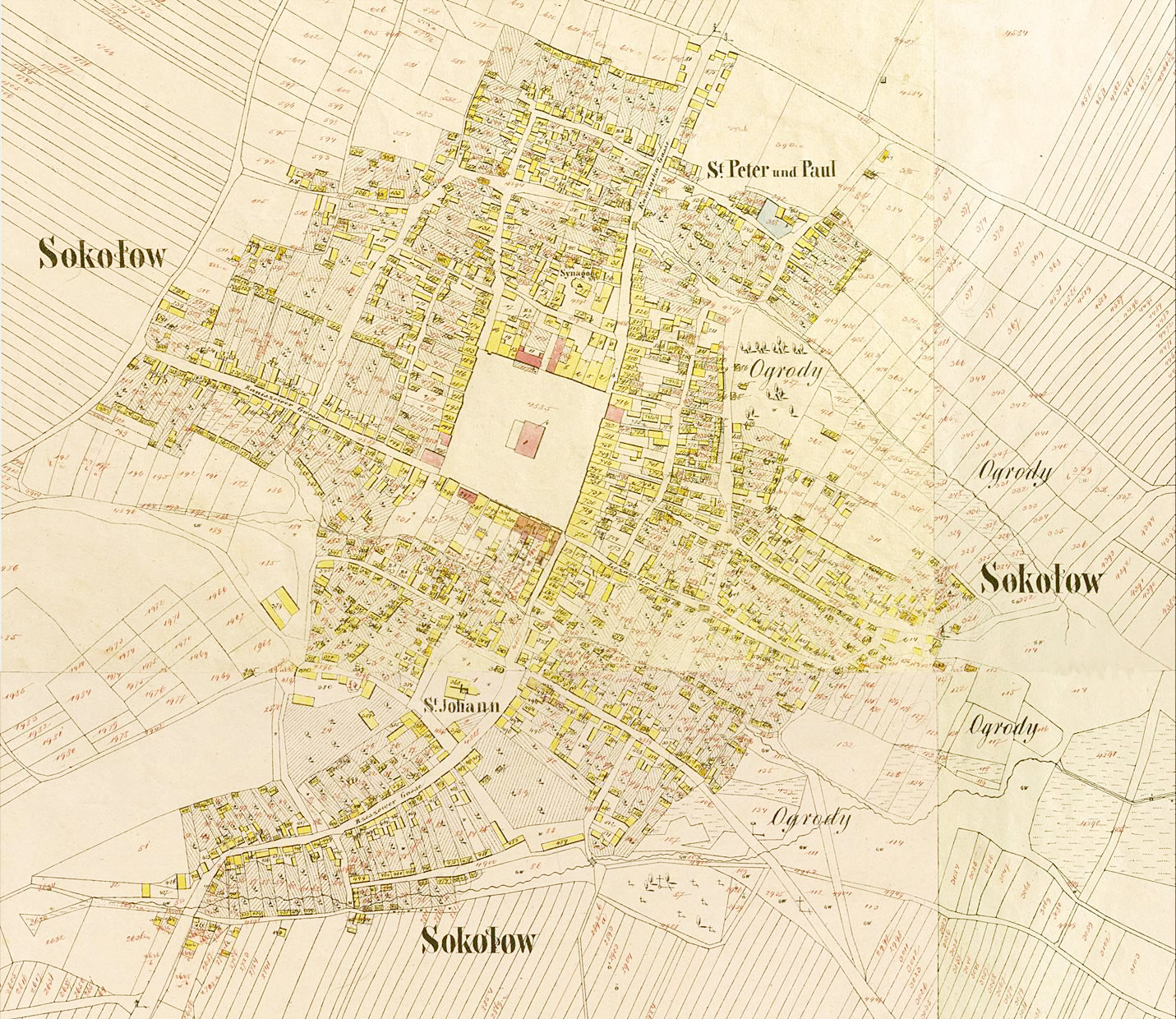
Mapa katastralna Sokołowa Małopolskiego z 1853 roku

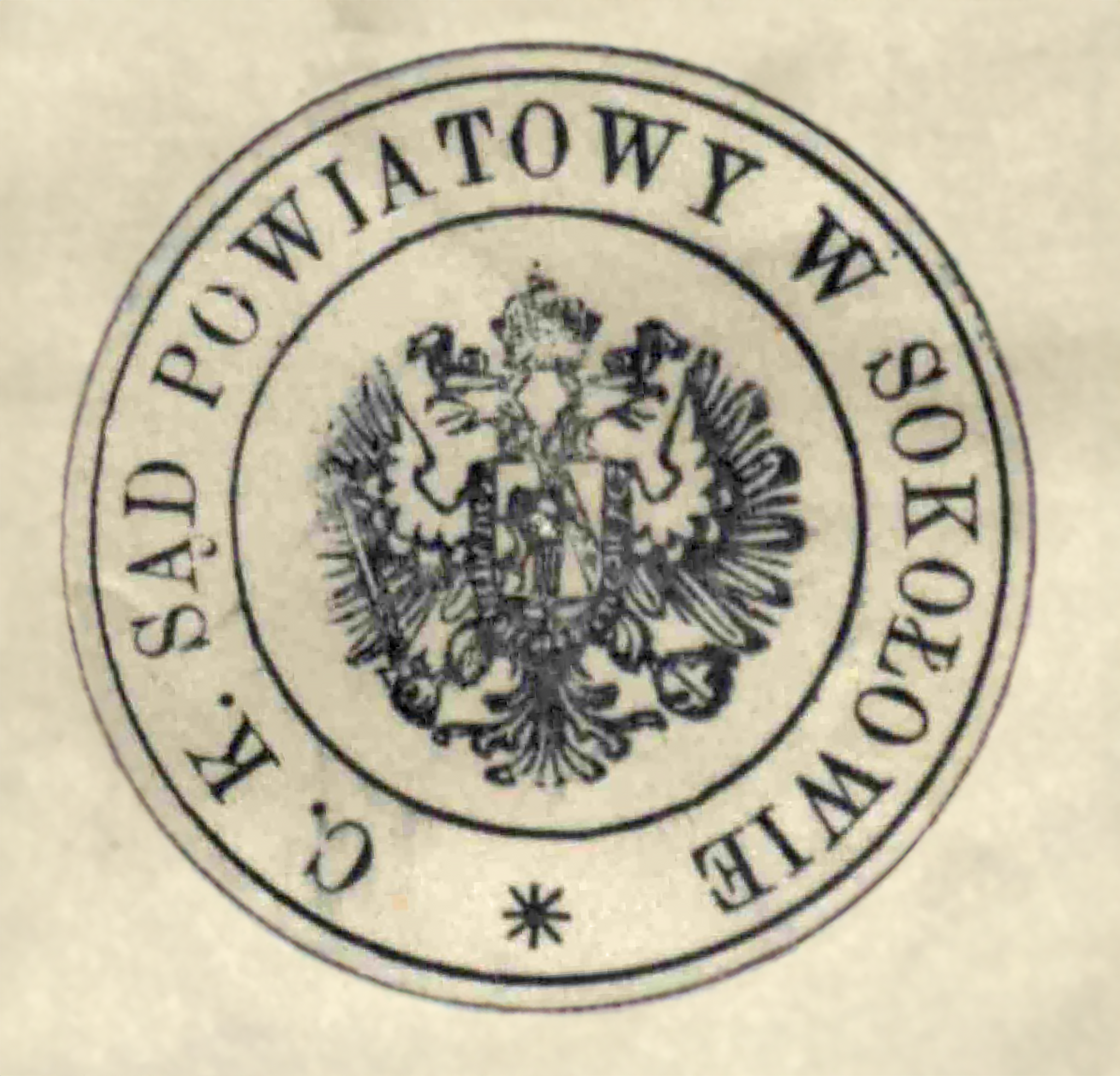
Pieczęć Sądu Powiatowego w Sokołowie Małopolskim z XIX wieku

Po 1772 roku Sokołowszczyzna wraz z samym Sokołowem wcielona zostaje do zaboru austriackiego. Mimo licznych tragicznych wydarzeń miasto szybko się rozwija. W 1786 roku liczy już ponad 450 domów mieszkalnych. W 1793 roku powstaje Sokołowska Szkoła Miejska (Stadtschule), jeden z siedmiu tego typu obiektów w całym cyrkule rzeszowskim.
W 1785 roku w Sokołowie zostaje ulokowany austriacki garnizon wojskowy, stacjonujący w mieście przez blisko 70 kolejnych lat.
Dominium sokołowskie w 1809 roku zostaje przez kilka tygodni wyzwolone spod panowania Austrii (w czasie wojen napoleońskich). Jednocześnie przez miasto przemaszerowują wojska austriackie, Księstwa Warszawskiego oraz sprzymierzone formalnie z Napoleonem – wojska rosyjskie.
W 1825 roku umiera Marianna Grabińska, po czym państwo sokołowskie dziedziczą jej liczni krewni. Sześć lat później, w 1831 roku dochodzi do pierwszej cholery w mieście. W tym samym roku w Sokołowie zakwaterowano ponad półtora tysiąca internowanych przez Austrię powstańców listopadowych.
W połowie XIX wieku zostaje stolicą powiatu sokołowskiego. Niepomyślny koniec XIX wieku i pierwsza połowa wieku XX przyhamowują jednak rozwój gospodarczy miasta.
W 1863 roku dochodzi do dużego pożaru dzielnicy żydowskiej, a następnie – 25 lipca 1904 roku w wielkim pożarze, w ciągu zaledwie trzech godzin Sokołów doszczętnie spłonął, co zmusiło dużą część mieszkańców do opuszczenia miasta. Zmniejszyła się również liczba ludności żydowskiej w mieście, szczególnie tej bogatszej, która udaje się na emigrację m.in. do Stanów Zjednoczonych.
W czasie pożaru spłonęło ponad 600 domów spośród wszystkich około 740, które znajdowały się w mieście. W związku z czym dach nad głową straciło około 700 sokołowskich rodzin. Przed ogniem ocalała wschodnia część miasta w okolicy ulic Leżajskiej, Łańcuckiej i południowego odcinka ulicy Rzeszowskiej.

### Po odzyskaniu niepodległości
Miasto w okresie międzywojennym wyraźnie traci na znaczeniu. Likwidowane zostają urzędy, zniesiony zostaje urząd podatkowy, a w mieście nie zostaje wybudowana żadna fabryka. Mimo że sam Sokołów znajdował się w obrębie Centralnego Okręgu Przemysłowego. nie powstała również planowana linia kolejowa, która miała przebiegać przez miasto.

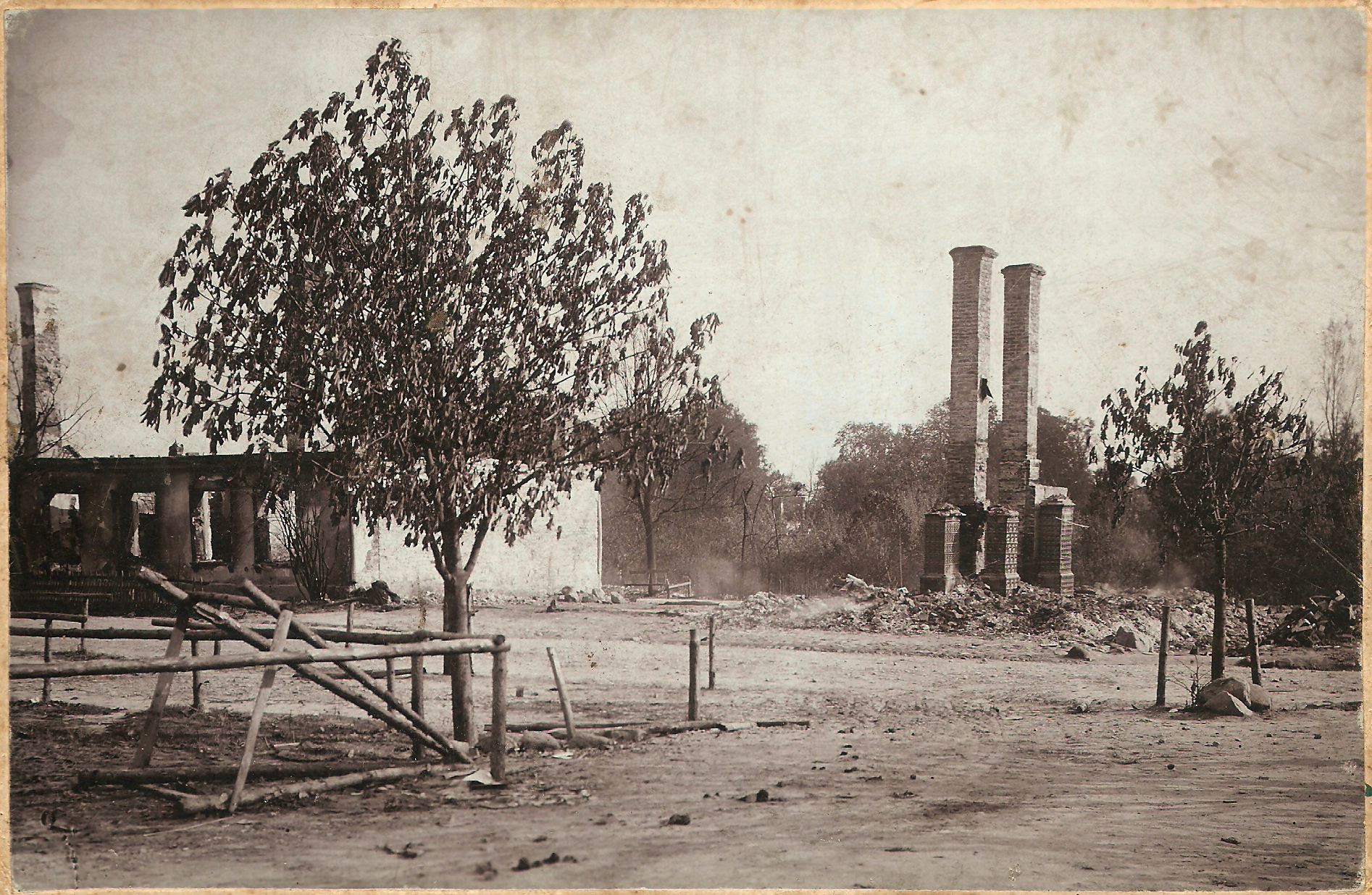
Południowo-zachodni narożnik rynku w Sokołowie po pożarze 25–26 lipca 1904 r. Po lewej ruiny dawnej apteki

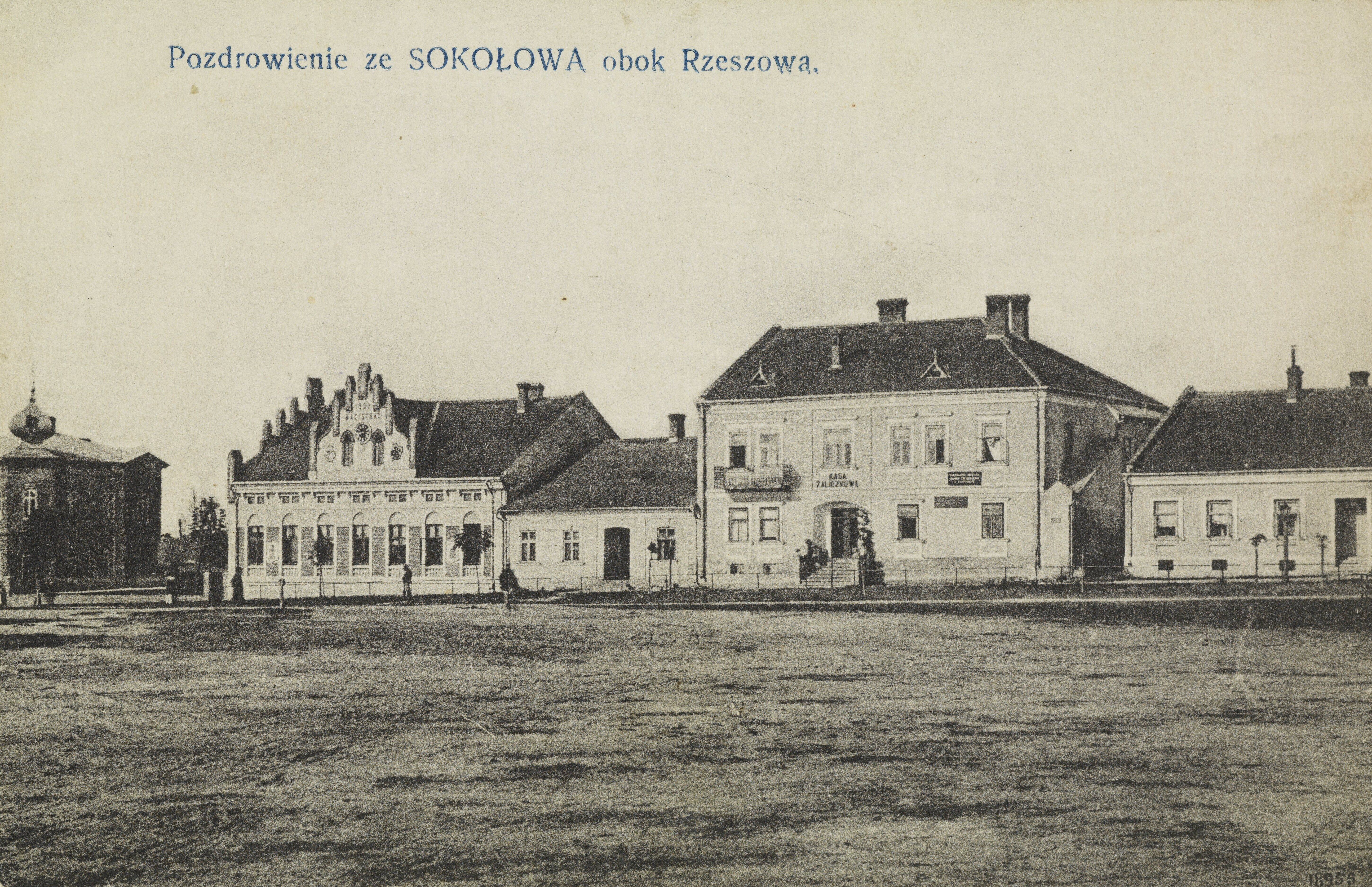
Rynek, około 1905–1918

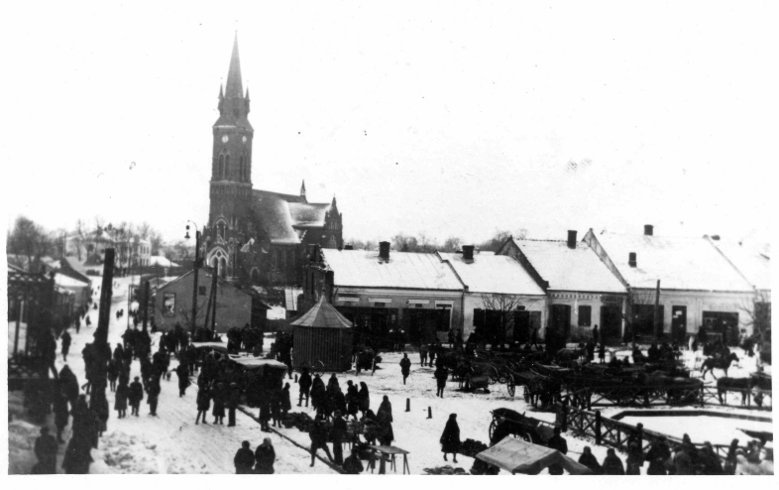
Przedwojenny sokołowski rynek wraz z kościołem i jego starą wieżą w tle

W czasie II wojny światowej w 1944 roku część zabudowy Sokołowa, w tym m.in. stadion sportowy, uległy zniszczeniu w wyniku bombardowania wojsk nazistowskich.
W 1944 roku w pobliskim lesie w Turzy NKWD przeprowadzało egzekucje żołnierzy Armii Krajowej i Narodowych Sił Zbrojnych.

### Właściciele miasta[30]
Od czasów lokacji Sokołów Małopolski był miastem prywatnym. W ciągu swojej historii (aż do rozparcelowania po 1906 roku) należał do rodów Pileckich (od lokacji miasta w 1569 do 1631), Kostków (do 1640), Działyńskich (1646–1671), Branickich (1671–1733), Lubomirskich (1733–1749), Grabińskich herbu Pomian oraz ich krewnych (1749–1861).
Do 1869 roku dobra sokołowskie po bezpotomnej śmierci Marianny Grabińskiej trafiają w ręce m.in. baronowej Alviny von Schlippenbach i hrabiego Carla von Lachmana, a w 1869 majątek sokołowski kupuje Jan Władysław Zamoyski – ostatni dziedzic Sokołowa.

### Honorowe obywatelstwo miasta[32][33]
Od końca XIX wieku do odzyskania przez Polskę niepodległości wśród postaci uhonorowanych tytułem znaleźli się m.in. namiestnik Galicji hrabia Agenor Romuald Gołuchowski, hrabia Zdzisław Tyszkiewicz, burmistrz i działacz na rzecz miasta Piotr Podstawski, notariusz, komisarz miejski, prezes TG Sokół i wieloletni działacz społeczny Karol de Rüdenstein Rampelt.
W okresie międzywojennym wyróżnieni zostali: długoletni burmistrz Sokołowa Jan Ożóg, były radca sądowy Kazimierz Albrycht, naczelnik sokołowskiego sądu Jan Kukulak, dr Marian Czarnek czy starosta Michał Sienkiewicz.
Niedługo przed wybuchem II wojny światowej Rada Miejska Sokołowa wyróżniła 5 stycznia 1939 honorowym obywatelstwem trzy ważne postaci ówczesnej polskiej polityki: prezydenta Ignacego Mościckiego, wicerpremiera Eugeniusza Kwiatkowskiego i marszałka Edwarda Rydza-Śmigłego. Wcześniej, jesienią 1938 roku podobne wyróżnienie spotkało Felicjana Sławoja-Składkowskiego.
Po II wojnie w 1946 roku honorowe obywatelstwo nadano ks. profesorowi Szczepan Szydelski. 30 maja 1964 roku, z okazji jubileuszu 400-lecia miasta honorowe obywatelstwo otrzymał Andrzej Dańczak, badacz historii Sokołowa, co było nagrodą za wieloletnie wyszukiwanie, gromadzenie i opracowywanie materiałów źródłowych dla historii miasta.

## Demografia
- Piramida wieku mieszkańców Sokołowa Małopolskiego w 2014 roku[34].

|  |

## Ludność[35][36][37][38]

### Wieloetniczność miasta
Sokołów Małopolski na przestrzeni swoich lat zamieszkiwały liczne mniejszości, które stanowiły o charakterze ośrodka. Wśród mniejszości największą i najważniejszą grupę stanowili Żydzi. Oprócz nich miasto zamieszkiwali Niemcy (Austriacy), Tatarzy, a w dużo mniejszym stopniu przedstawiciele pozostałych narodów wchodzących w skład Monarchii Austro-Węgierskiej czy Rusini.

#### Żydzi[39]
Mieszczanie żydowscy przez długi czas mocno współtworzyli historię przedwojennego Sokołowa Małopolskiego, praktycznie od samego jego powstania, z biegiem lat stanowiąc coraz większy odsetek ogólnej populacji miasta. Pierwszym znane nazwisko sokołowskiego Żyda – Dawida Awtarza pojawiło się w kronikach 1612 roku. W 1668 roku w Sokołowie było osiem domów żydowskich, z czego sześć w rynku. Osadnictwo żydowskie w miasteczku rozwinęło się dzięki rodowi Branickich, którzy 11 maja 1685 roku otrzymali przywilej, zezwalający na nabywanie placów i budowanie się na zakupionych parcelach. Już w 1687 roku na 54 parcele ulokowane w sokołowskim rynku, aż 42 było właśnością sokołowskich żydów, którzy posiadali w tym roku łącznie 71 domów.
W 1799 roku mieszkało w Sokołowie już 676 osób pochodzenia żydowskiego, w 1800 – 690, 1816 – 730, 1824 – 851. W 1857 roku miasto zamieszkiwała grupa 1572 Żydów. W kolejnych latach liczba żydowskiej społeczności sukcesywnie rosła. W 1881 roku Sokołów był domem dla 2050 Żydów, w 1891 Sokołów liczył 2192 mieszkańców wyznania mojżeszowego, by w 1901 roku przebić kolejną barierę (2219 osób), stanowiąc blisko 40 procent ludności miejskiej.
Po katastrofalnym w skutkach wielkim pożarze miasta w 1904 roku nastąpił spadek liczby mieszkańców, także tych żydowskich (w dużej mierze tych bardziej majętnych), którzy emigrowali do Stanów Zjednoczonych i Europy Zachodniej.
Sokołowscy Żydzi zajmowali się głównie handlem, szynkarstwem, faktorstwem, a w mieście liczni byli rozmaici rzemieślnicy żydowscy: szewcy, krawcy, kuśnierze, czapnicy, piekarze, blacharze, zdunowie, szklarze, fryzjerzy, introligatorzy czy zegarmistrzowie.
Rolę żydowskiej dzielnicy w Sokołowie pełniły zabudowania na wschód od wschodniej pierzei rynku. Ta część miasta przyjęła zwyczajową nazwę „Na Tyłach” lub „Na Żydowskich Tyłach” i była zamieszkiwana raczej przez bardziej ubogą ludność. W tamtym rejonie, tuż za wałami miejskimi powstał też pierwszy (stary) żydowski cmentarz (obecna ulica Kochanowskiego).

#### Niemcy
Choć Sokołów nie był pierwotnym celem kolonizacji józefińskiej za panowania Cesarza Austrii Józefa II Habsburga to jednak potomkowie pierwszych kolonistów (drugie i trzecie pokolenie) niemiecko-ewangelickich pojawili się w miasteczku, co miało miejsce głównie w ciągu pierwszego półwiecza XIX wieku. Sokołowscy Niemcy trudnili się głównie rzemiosłem, a jednym z najmocniej zapisanych w historii miasta był Krzysztof Uhl – cechmistrz kowalski i przedsiębiorca. Ponadto w Sokołowie Małopolskim przebywali służbowo liczni austriaccy funkcjonariusze państwowi, oficerowie i żołnierze.
Z czasem mniejszość zasymilowała się, a jedną z pozostałości po dawnych osadnikach są niemieckobrzmiące nazwiska Sokołowian.
Innym niemieckim akcentem w historii Sokołowa jest postać właścicielki Sokołowa w latach 1861–1865 baronowej Alviny von Schlippenbach. Po jej śmierci Sokołowszczyznę w spadku otrzymała jej siostra Berta von Ohlen oraz bracia – hrabiowie Karl i Gustaw von Lachmannowie.

#### Tatarzy
Jak opisywał w „Dziejach Obyczajów w dawnej Polsce” profesor Jan Stanisław Bystroń, Sokołów Małopolski należał do miejscowości, w których występowało osadnictwo tatarskie. Nie istnieją jednak źródła, które opisują skalę migracji tej mniejszości. Według hipotezy doktora Kazimierza Skowrońskiego, przyczyną tego zjawiska mogło być użyczenie właścicielowi Sokołowa Janowi Klemensowi Branickiemu do osadnictwa jeńców tatarskich przez Stefana Czarnieckiego.
Według opowieści przekazywanych kolejnym pokoleniom Sokołowian, ku zdziwieniu mieszkańców jedna z wypraw grup zbrojnych Tatarów w kierunku Sokołowa nie miała na celu rabunku i zniszczenia miasta. Zgodnie z tradycją, przybyszom prowadzonym przez przewodników towarzyszyły kobiety z dziećmi i dobytek, a po naradzie miejsko-dworskiej postanowiono gości przyjąć, a później nadać im ziemię w Sokołowie i sąsiednich wioskach. Tutejsza społeczność tatarska uległa szybkiej asymilacji, a jej specjalnością była m.in. hodowla koni, produkcja szabli, kusz, broni palnej oraz myśliwstwo.
Samo tatarskie osadnictwo miało miejsce w kilku innych miejscowościach położonych pomiędzy Wisłą i Sanem, między innymi w Sarzynie, Woli Zarczyckiej, Żołyni, Stalach, Mielcu i Majdanie Królewskim.

Źródła danych: 1579-1786 (dane szacunkowe na podstawie liczby zamieszkałych domów lub płaconego w danym roku podatku);
1799; 1857, 1869, 1880; 18901900; 1904, 19381910; 1921; 1933, 1939, 1946

## Zabytki i charakterystyczne obiekty
Pierwotny układ ulic wpisany został do rejestru zabytków. W wyniku pożarów (szczególnie z 1904 roku) nie przetrwało zbyt wiele budowli z dawniejszych okresów. Miasto posiada zwartą zabudowę z XIX i XX wieku. Charakterystyczna dla ulic Sokołowa Małopolskiego jest zwarta, głównie parterowa murowana zabudowa oraz drewniane budownictwo mieszkalne z ozdobnymi gankami z XIX wieku.

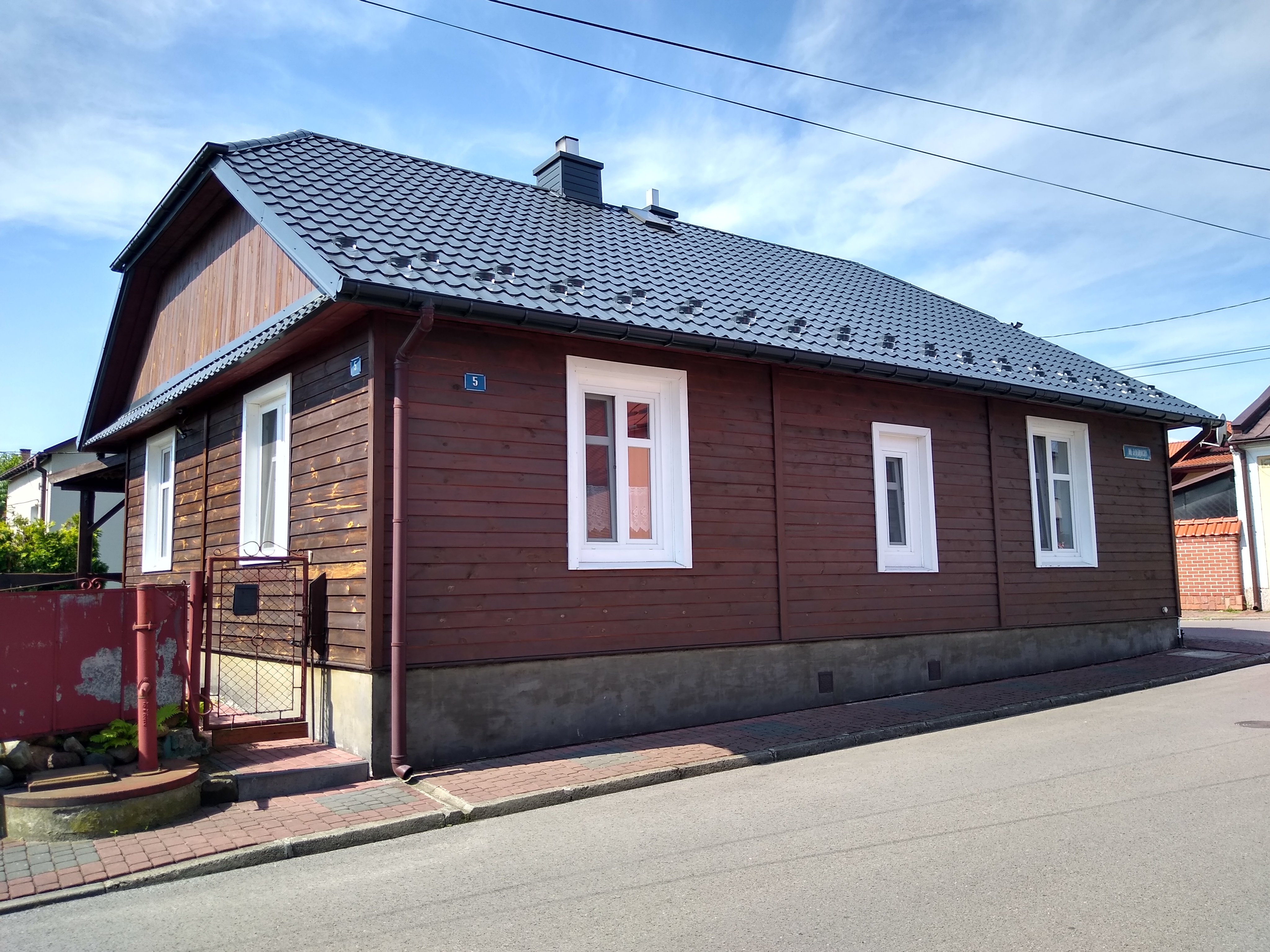
Charakterystyczna dla Sokołowa Małopolskiego drewniana zabudowa Śródmieścia

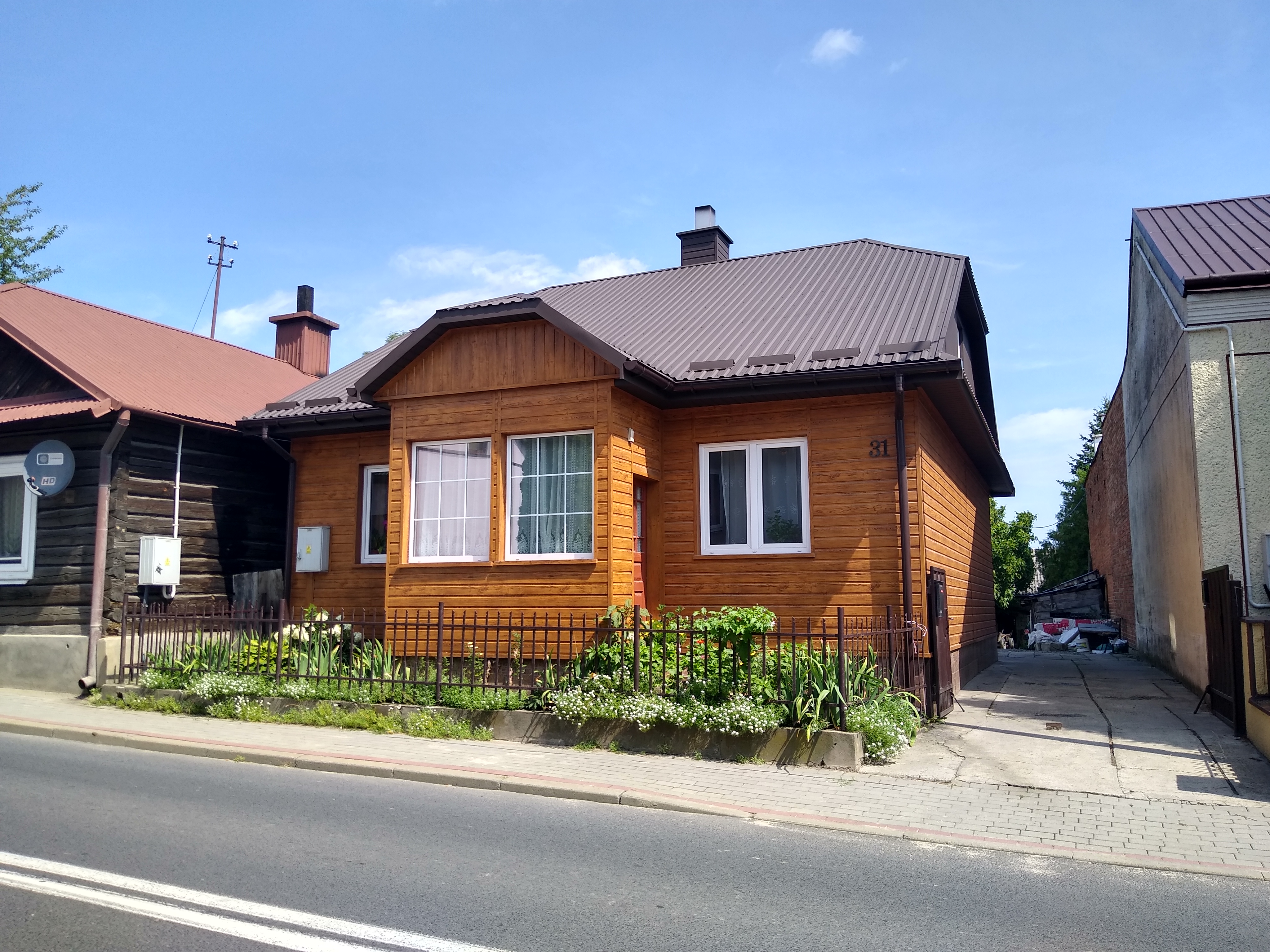
Drewniana zabudowa Sokołowa Małopolskiego przy ul. Sienkiewicza

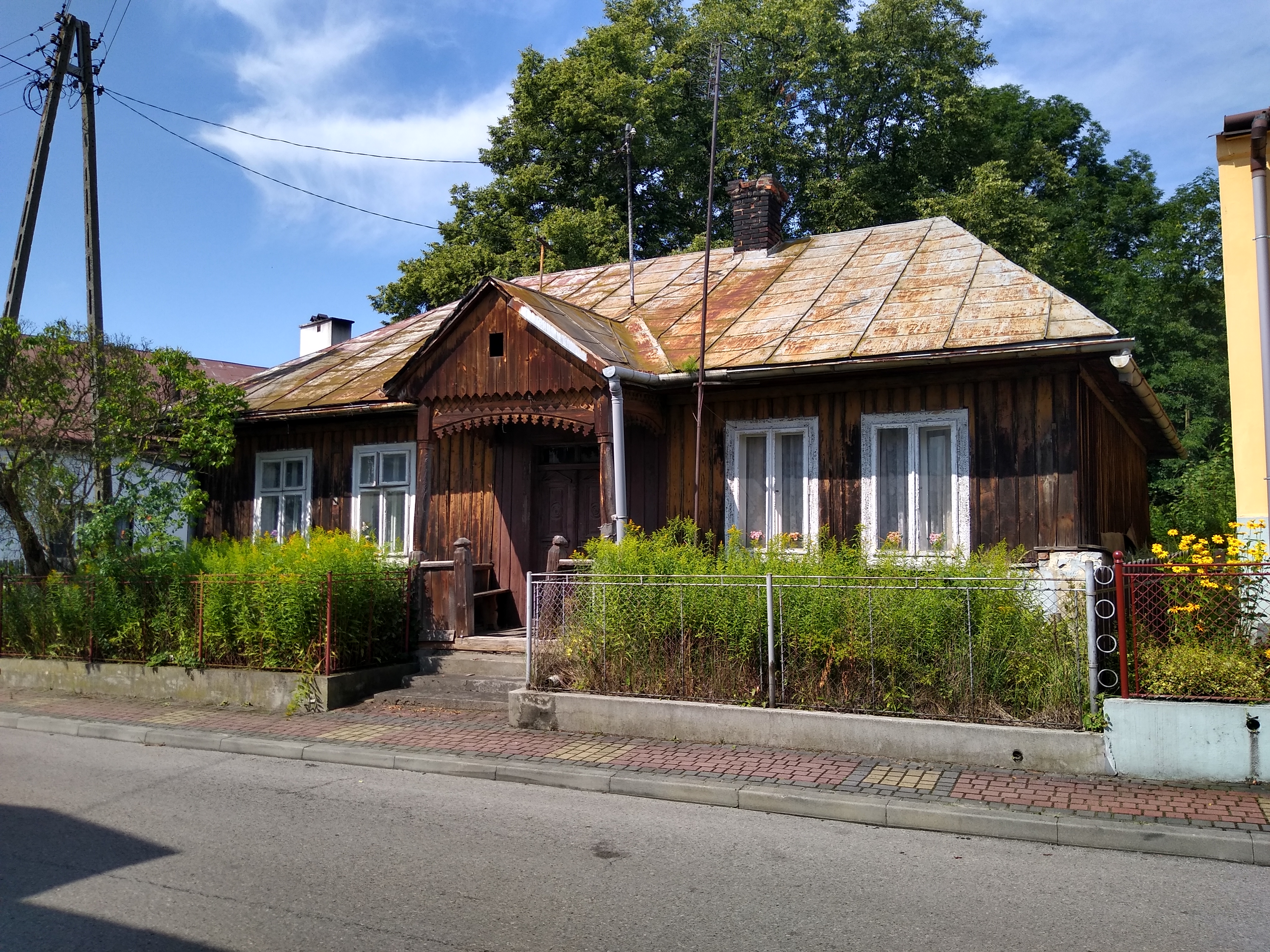
Zabytkowy drewniany dom mieszkalny przy ul. 3 Maja

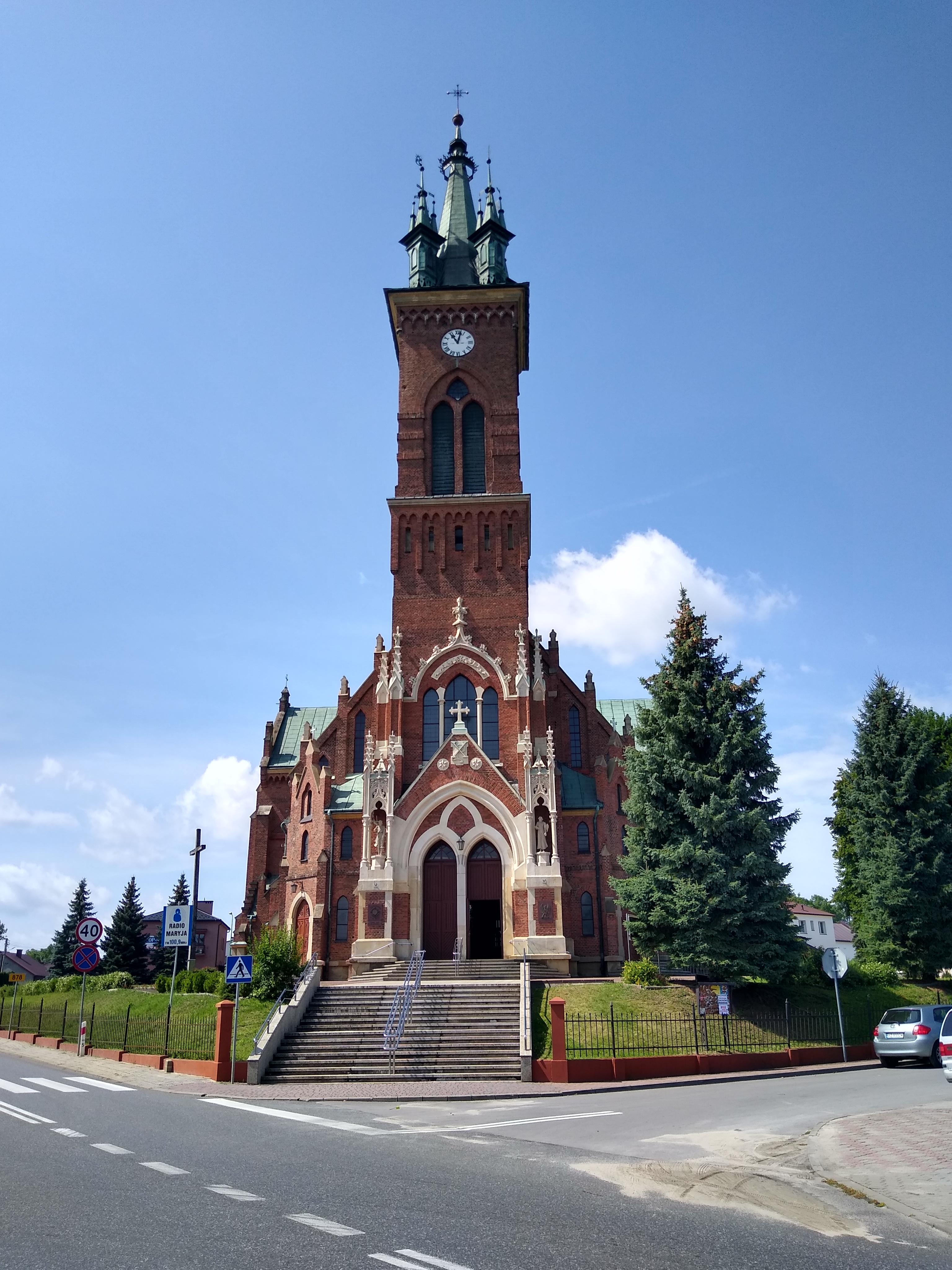
Kościół parafialny pod wezwaniem św. Jana Chrzciciela przy ul. Rzeszowskiej

- Magistrat miejski z 1907 roku będący siedzibą władz gminy, z charakterystyczną facjatą pośrodku dachu z neogotyckim szczytem.
- Kościół św. Jana Chrzciciela wybudowany w stylu neogotyckim w latach 1908–1916 według projektu Jana Sas Zubrzyckiego. Nowy hełm wyniosłej wieży tego kościoła, zniszczonej w wyniku działań wojennych w lipcu 1944 roku zaprojektował Wiktor Zin. Wieża kościoła jest najwyższym obiektem budowlanym Sokołowa Małopolskiego.
- Kompleks dawnej Szkoły Podstawowej przy ul. Rzeszowskiej, z którego najstarsza część pochodzi z lat 1883–1885. Obecnie siedziba m.in. Muzeum Regionalnego.
- Nowa Synagoga z XIX wieku, po przebudowie po zakończeniu II wojny światowej służąca jako dom kultury i muzeum, mieszcząca się przy ulicy Kazimierza Wielkiego.
- Pomnik Wdzięczności za Odzyskaną Wolność z figurą Maryi jako królowej w centrum Rynku. Odsłonięty w 1933 roku z inicjatywy m.in. pochodzącej z Sokołowa Polonii z Chicago.
- Kapliczka św. Onufrego z połowy XVIII wieku, ulokowana przy ulicy Wojska Polskiego, z kamienną figurą przedstawiającą Świętego. Według miejscowej legendy monument miał chronić tę część miasta przed klęską powodzi. Ufundowana przez miejscowych kupców.
- Kościół św. Ducha z drugiej połowy XIX wieku. Położony przy ul. Lubelskiej.
- Fragmenty miejskich wałów obronnych z lat 30. XVII wieku. W XVII wieku Sokołów Małopolski posiadał wały ziemne zwieńczone kilkumetrowym, drewnianym parkanem wraz z pięcioma bramami wjazdowymi i fosą. Ich pozostałości zachowały się obecnie w południowej części miasta w plebańskim ogrodzie oraz od strony wschodniej przy ulicy Zawale.
- Nowy cmentarz żydowski. Najlepiej zachowany w województwie podkarpackim z 300 nagrobkami pochodzącymi z wieków od XVII do XX.
- Willa Janina z 1906 roku przy ulicy Podstawskiego. Neobarokowy budynek, zdobiony od frontu ryzalitem, werandą oraz zdobionym szczytem. Obecnie w stanie dewastacji. W przeszłości siedziba miejskiego komisarza, w okresie PRL przekształcony na mieszkania komunalne.

Na obrzeżach Sokołowa znajduje się wiele XVIII-wiecznych krzyży i figur.

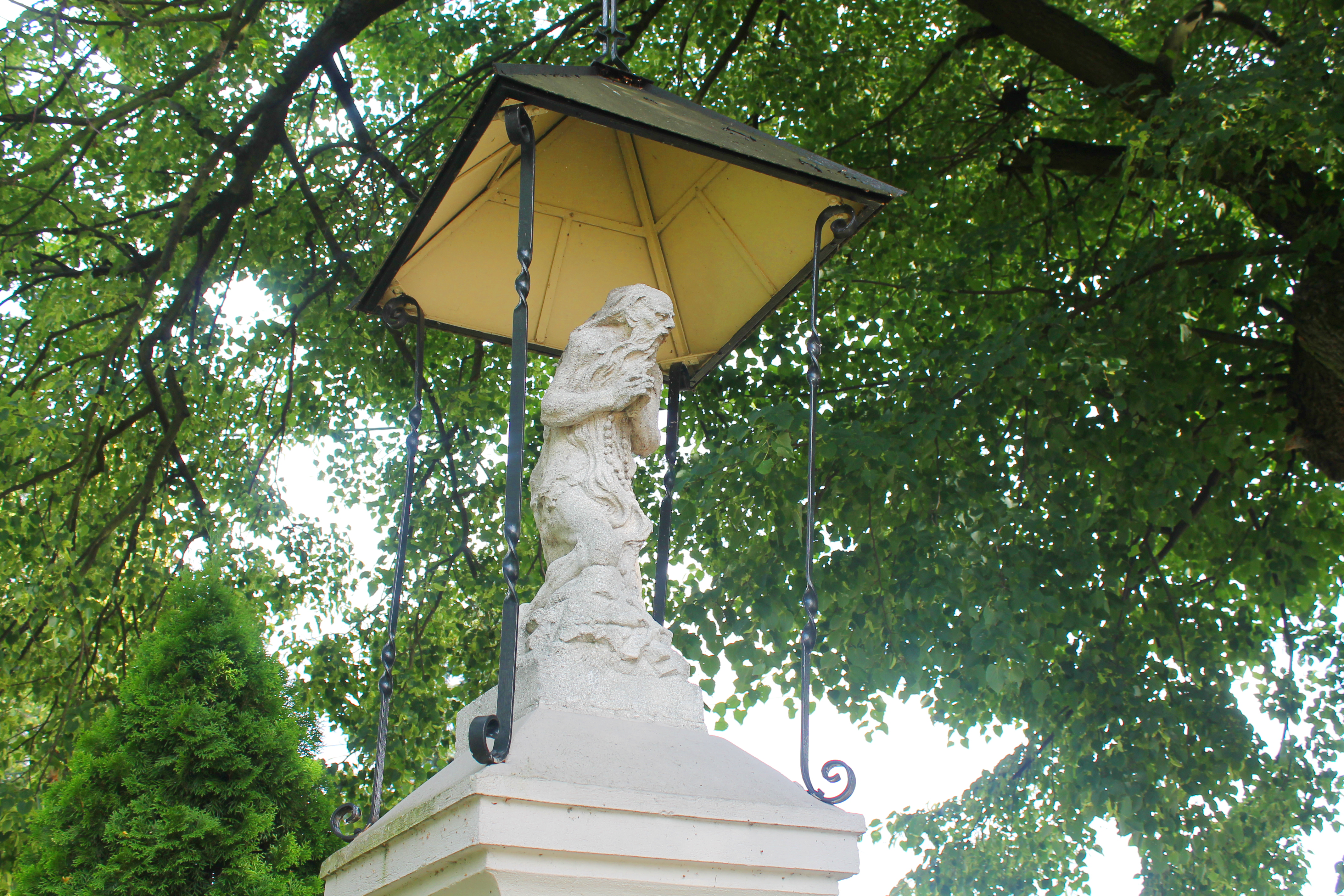
Figura św. Onufrego przy ulicy Wojska Polskiego
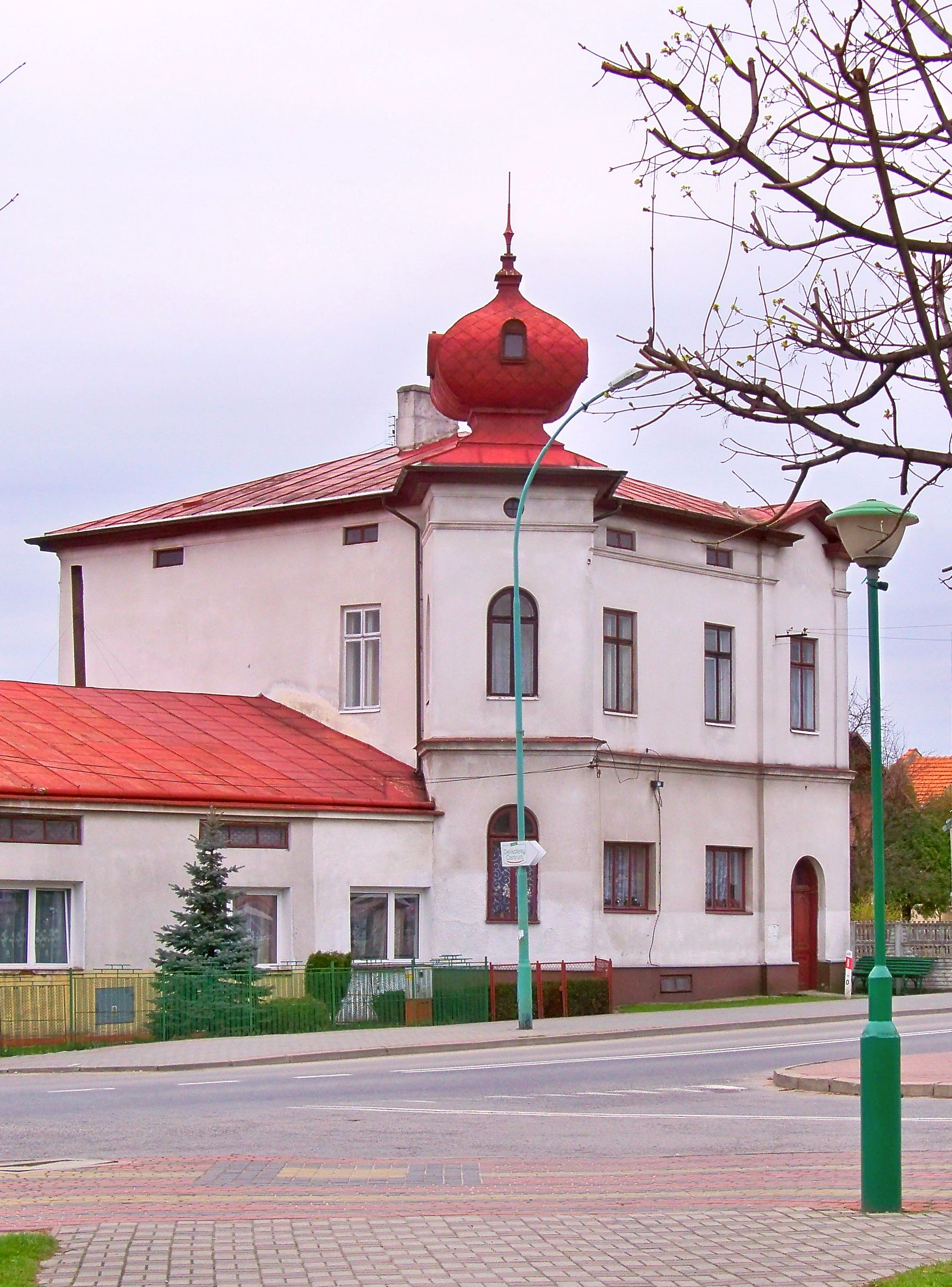
Budynek dawnego urzędu pocztowego przy ul. Podstawskiego
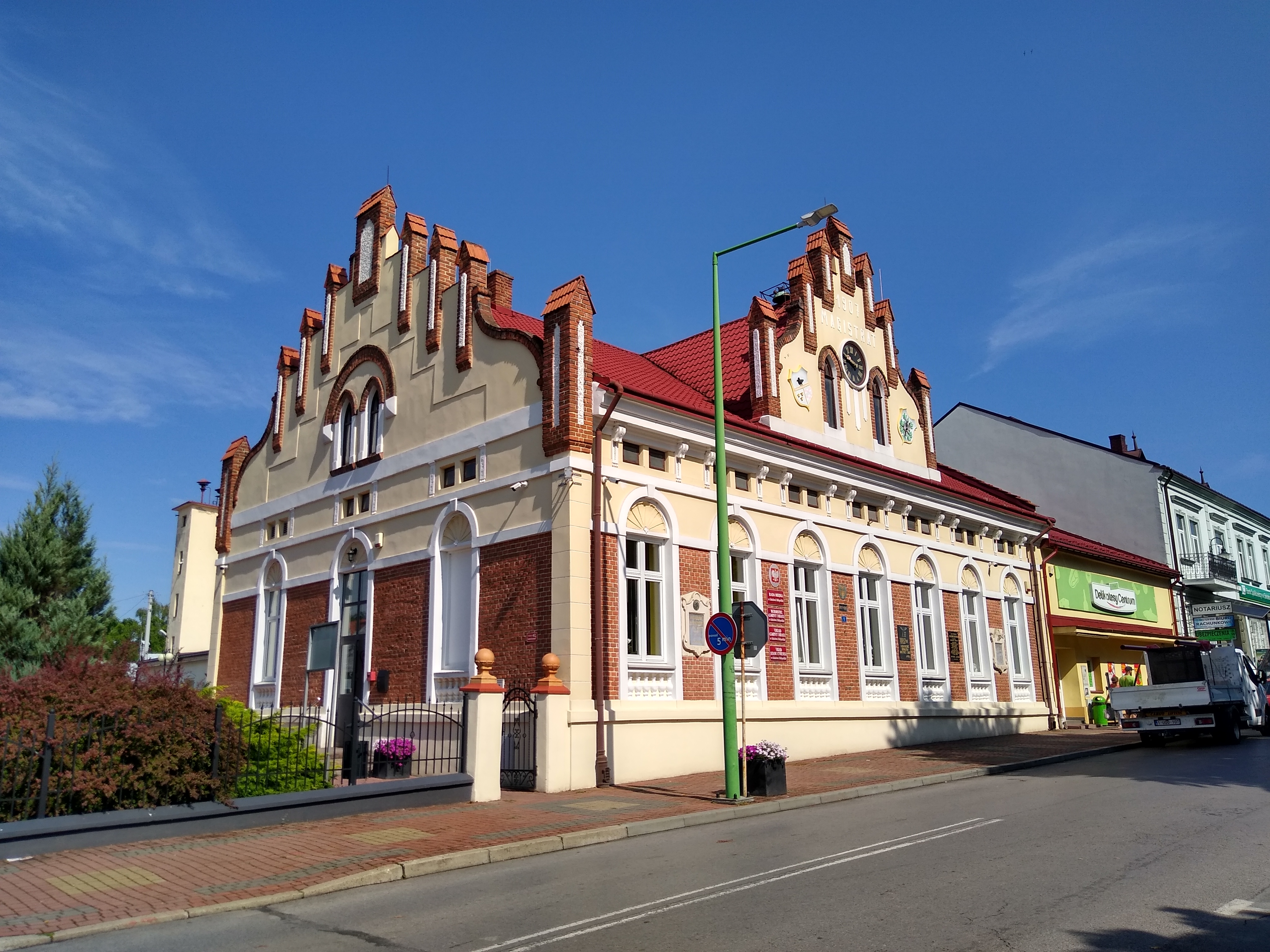
Magistrat miejski w sokołowskim Rynku
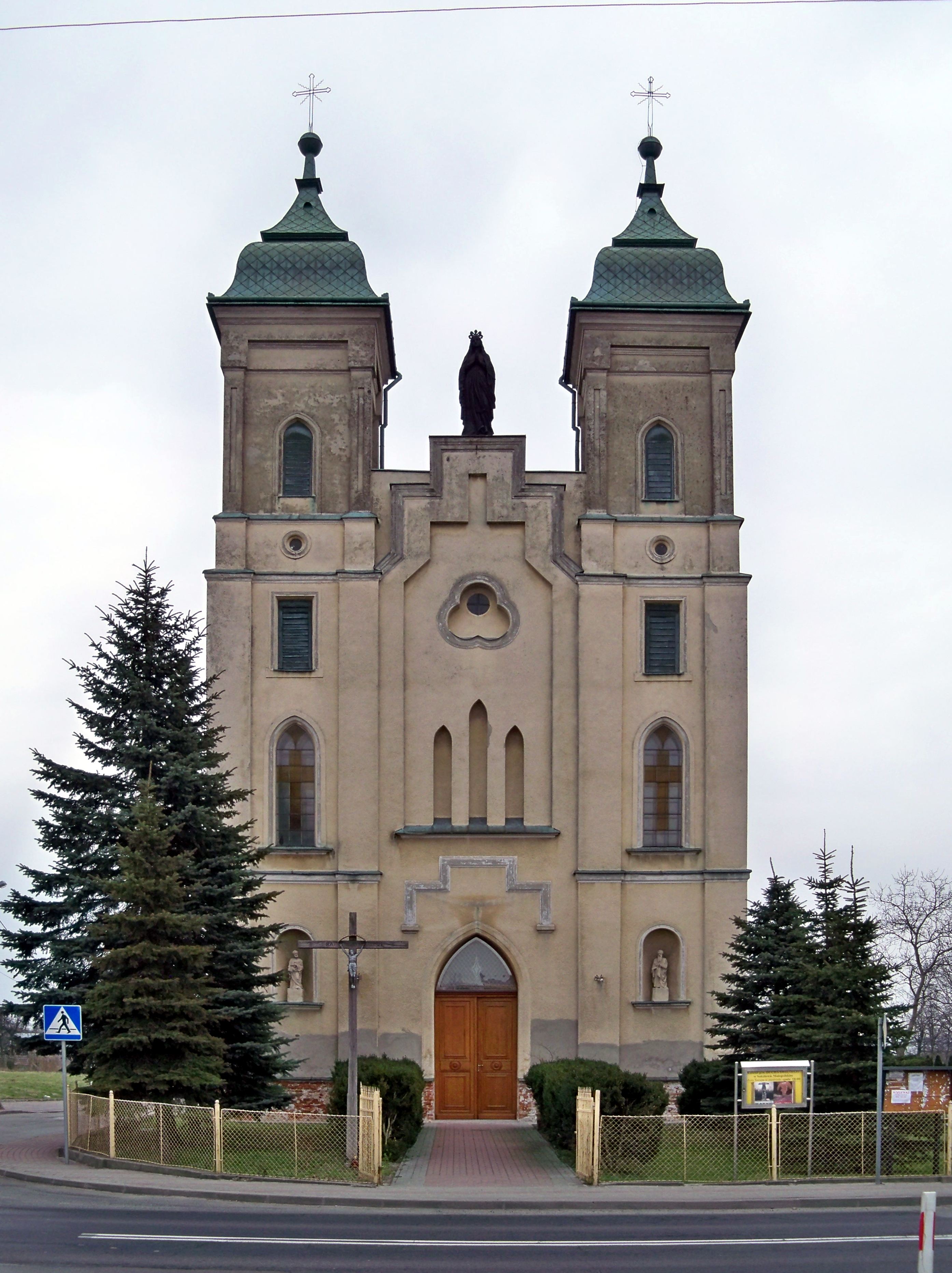
Fasada kościoła św. Ducha przy ul. Lubelskiej
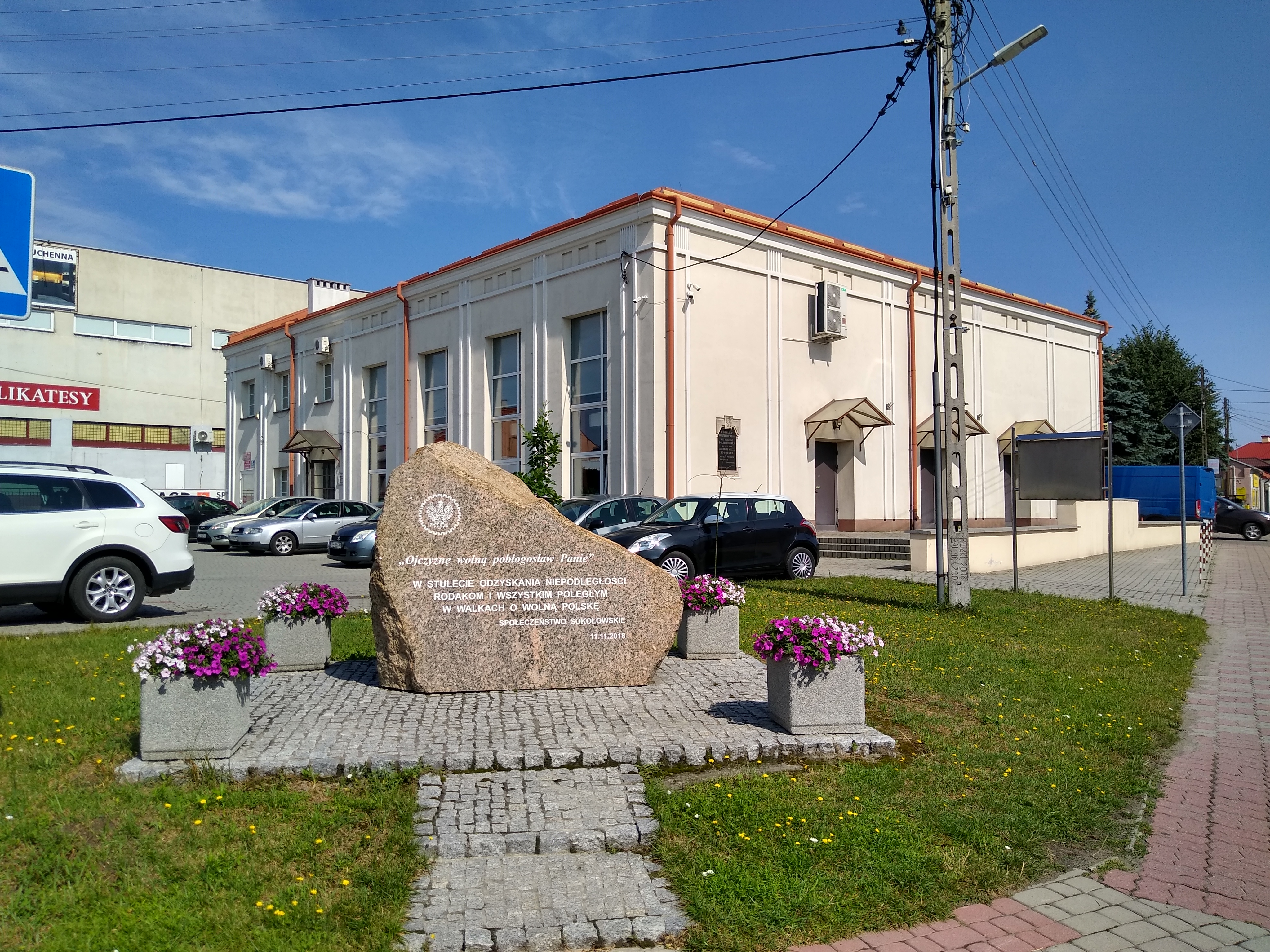
Nowa Synagoga (obecnie Dom Kultury przy ul. Kazimierza Wielkiego)
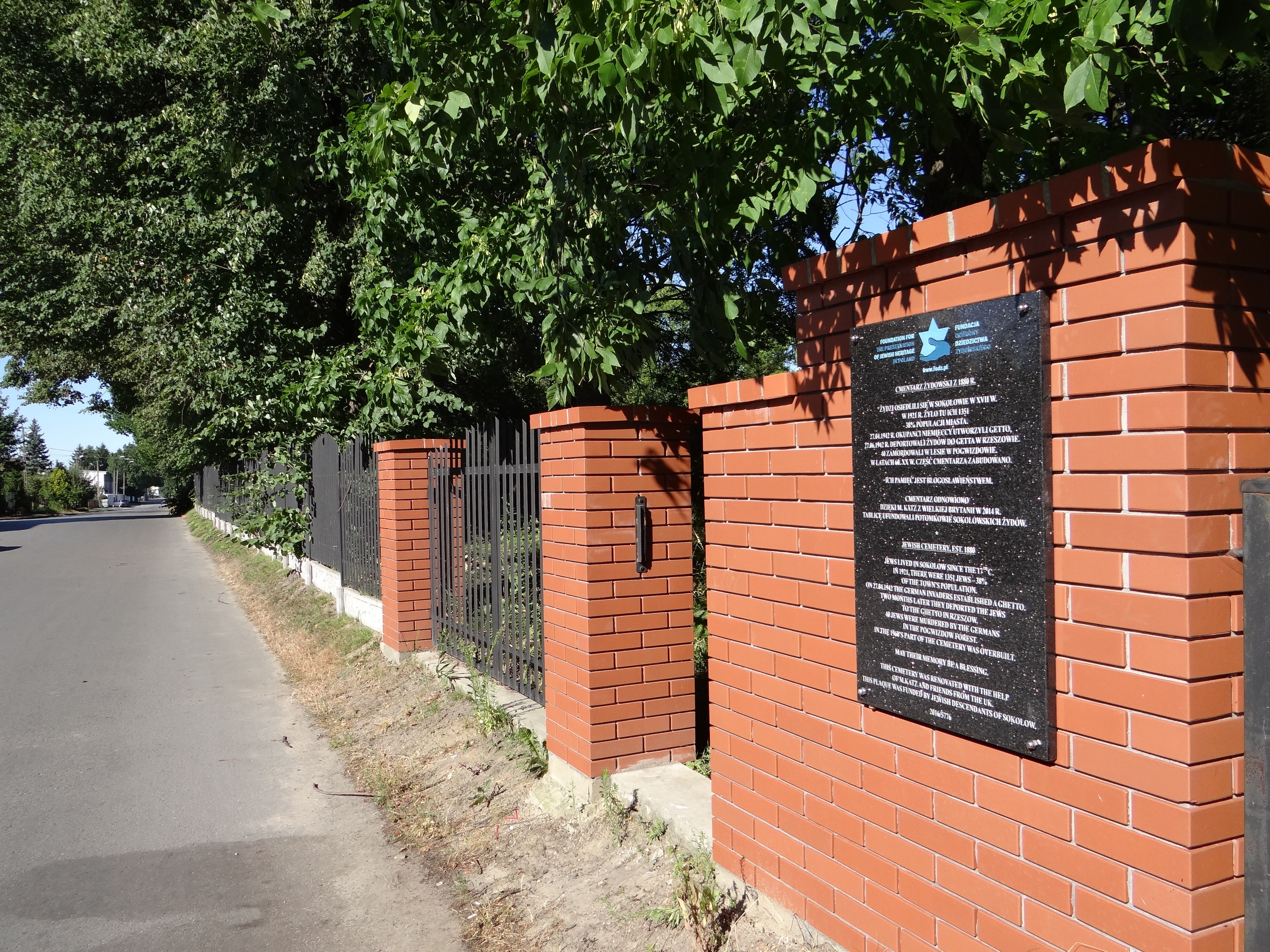
Cmentarz żydowski przy ulicy Okulickiego
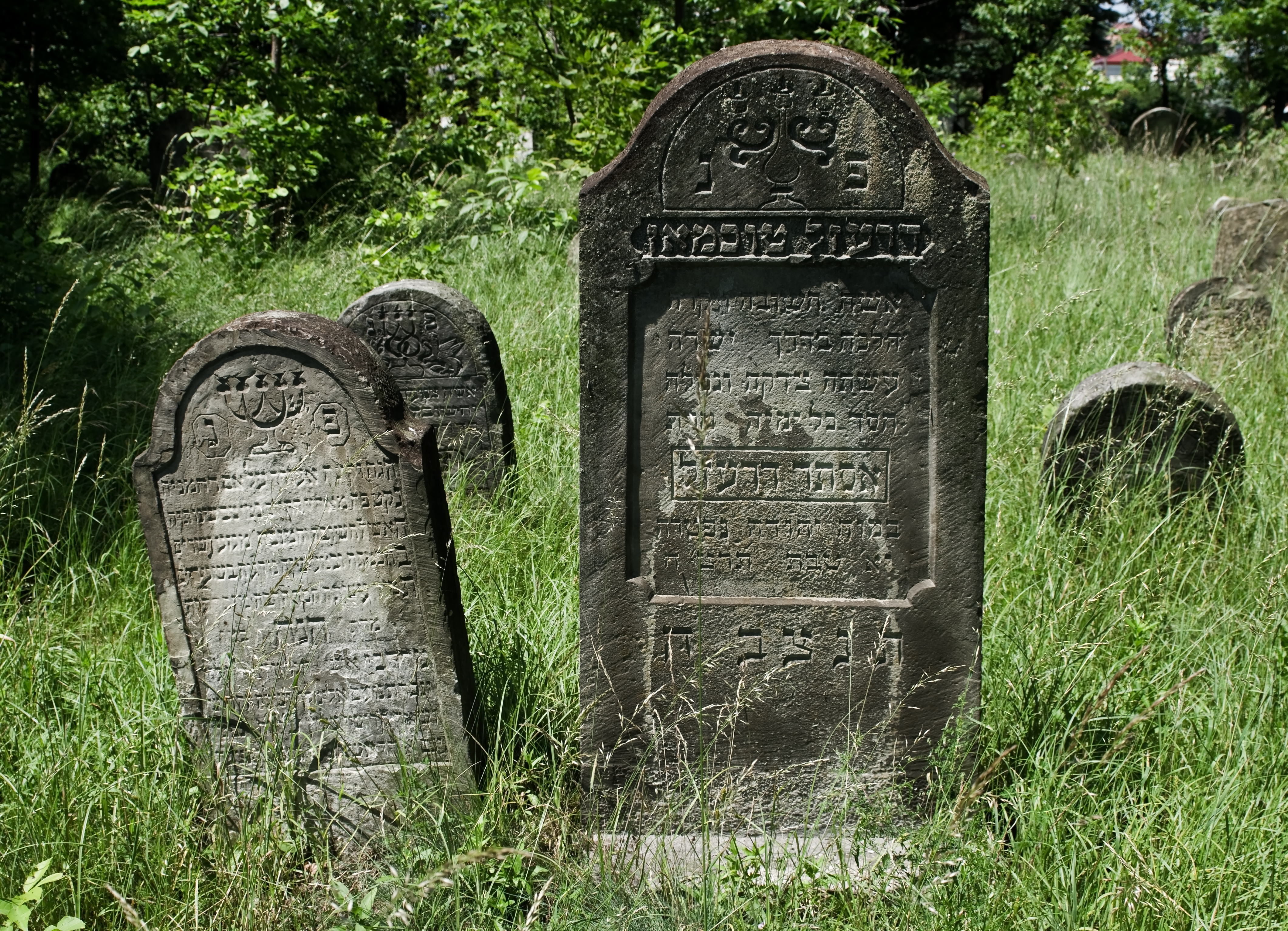
Macewy nowego cmentarza żydowskiego w Sokołowie Małopolskim

## Historyczne (nieistniejące) już obiekty

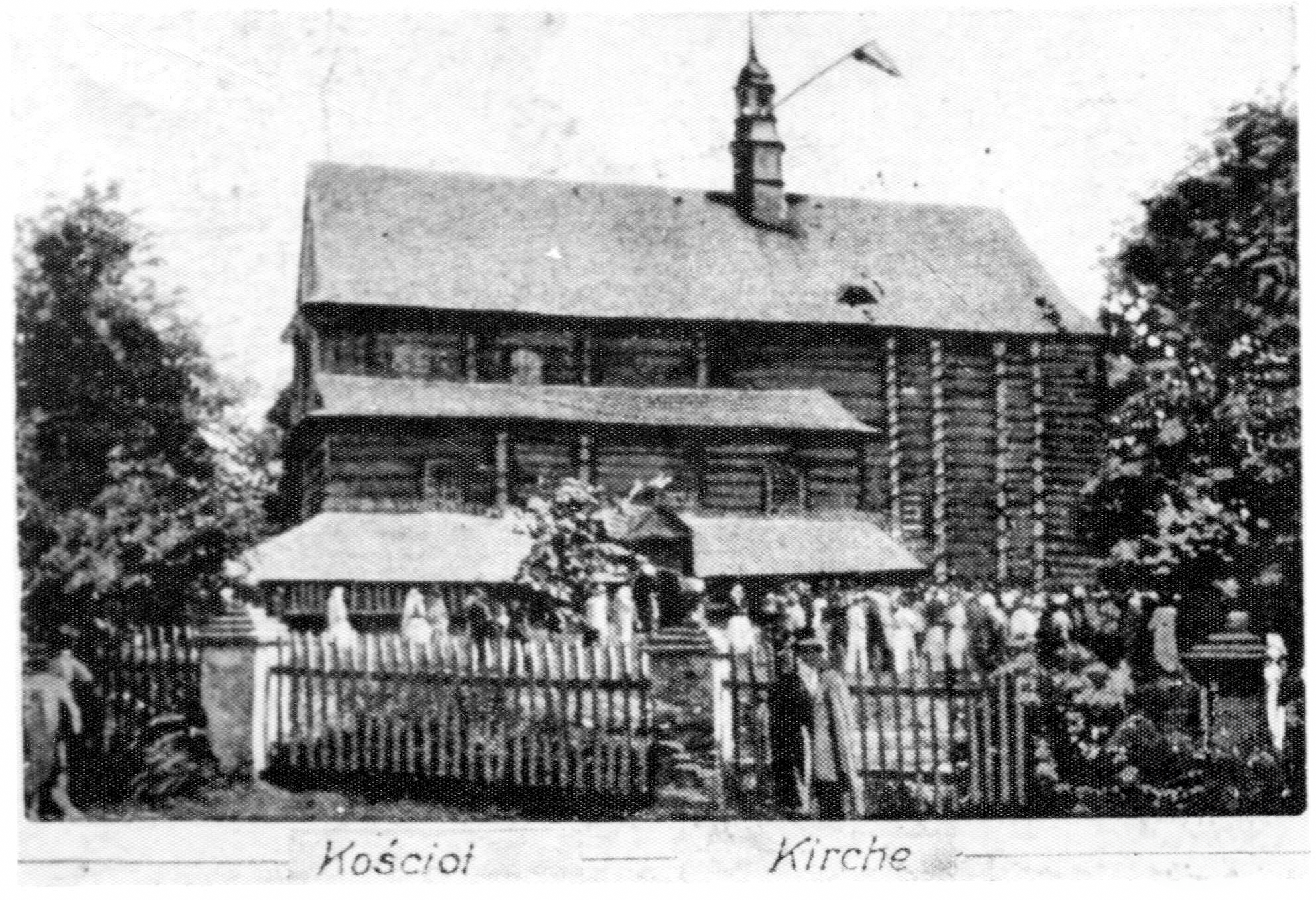
Nieistniejący modrzewiowy kościół pw. Świętych Apostołów (1670–1904)

Duża część najważniejszych miejskich obiektów przestała istnieć wraz z Wielkim Pożarem Sokołowa z 1904 roku.
- Stary Ratusz z XVI wieku o długości ponad 15 metrów i szerokości 10 metrów z gontowym dachem, z krytym gankiem na drewnianych słupach. Ulokowany był w samym środku sokołowskiego Rynku. Najstarszy zapis o ratuszu pochodzi z 1586 roku. Spłonął w 1904 roku[60].
- Pierwszy kościół św. Jana Chrzciciela sprzed 1579 roku o bezwieżowej bryle na planie krzyża. Spalony przez wojska Siedmiogrodu Jerzego Rakoczego w 1657 roku[61].
- Modrzewiowy kościół Świętych Apostołów Piotra i Pawła, św. Jana Chrzciciela i św. Michała Archanioła z lat 1670–1699. Duży, trzynawowy, z sobotami i wieżyczką oraz siedmioma ołtarzami. Spłonął doszczętnie w 1904 roku[62].
- Stary cmentarz żydowski przy ul. Kochanowskiego powstały w XVII wieku. Zdewastowany przez wojska niemieckie i radzieckie w czasie II wojny światowej. Jedynym śladem po nekropolii jest odbudowany ohel z macewami ku pamięci sokołowskiego rabina Meilecha Weichselbauma.
- Stara Synagoga drewniana, z XVII wieku, zburzona w XIX wieku. W jej miejscu wybudowano obecnie istniejący budynek kolejnej synagogi.

## Transport

### Transport drogowy
- S19 Droga ekspresowa S19: granica państwa – Kuźnica – Białystok – Lublin – Sokołów Małopolski – Rzeszów – Barwinek – granica państwa
- 875 Droga wojewódzka nr 875: Mielec – Sokołów Małopolski – Leżajsk (ulica Podstawskiego, Rynek, ul. Tysiąclecia[63])
- 878 Droga wojewódzka nr 878: Strzeszkowice Duże – Kraśnik – Janów Lubelski – Nisko – Sokołów Małopolski – Rzeszów – Dylągówka (ulica Rzeszowska, Rynek, ulica Lubelska[63])
- 881 Droga wojewódzka nr 881: Sokołów Małopolski – Łańcut – Kańczuga – Pruchnik – Żurawica (ul. Sienkiewicza[63])

### Komunikacja autobusowa
Sokołów Małopolski wraz z Gminą jest częścią Związku Gmin Podkarpacka Komunikacja Samochodowa. Miasto jest dobrze skomunikowane z Rzeszowem, Stalową Wolą oraz najbliższymi okolicznymi miejscowościami.

### Transport kolejowy
Obecnie miasto nie jest skomunikowane poprzez sieć kolejową. W planach jest budowa nitki kolejowej z Rzeszowa do Łętowni, a w okolicy węzła linii drogowej S19 Sokołów Małopolski Wschód zaplanowano budowę Dworca Kolejowego (jako części inwestycji w ramach skomunikowania z Centralnym Portem Komunikacyjnym).

## Edukacja
- Zespół Szkół im. Tadeusza Kościuszki (Liceum Ogólnokształcące, Technikum, Szkoła Branżowa) ul. Lubelska 37 – link
- Zespół Szkół im. Jana Pawła II, ul. Lubelska 41 (Szkoła Podstawowa) – link
- Niepaństwowa Szkoła Muzyczna I i II st., ul. Lubelska 41 – link

### Żłobki i edukacja przedszkolna
- Przedszkole Samorządowe, ul. Partyzantów 2[65]
- Logopedyczny Punkt Przedszkolny i Żłobek „Sokolik”, ul. Tysiąclecia 39[66]
- Żłobek Misietulisie, ul. Piaski 13
- Przedszkole Niepubliczne Pn. „Ochronka Ducha Świętego”, ul. Plebańska 6[67]

## Instytucje i organizacje kulturalne
- Miejsko-Gminny Ośrodek Kultury, Sportu i Rekreacji w Sokołowie Małopolskim – link
- Miejska i Gminna Biblioteka Publiczna w Sokołowie Małopolskim – strona oficjalna
- Stowarzyszenie Lokalna Grupa Działania “Eurogalicja” – link
- Towarzystwo Miłośników Ziemi Sokołowskiej – link
- Fundacja Wspierania Edukacji Artystycznej w Sokołowie Małopolskim – link

## Wspólnoty wyznaniowe
- Kościół rzymskokatolicki:
  - parafia św. Jana Chrzciciela, należąca do dekanatu Sokołów Małopolski, diecezji rzeszowskiej.
- Świadkowie Jehowy:
  - zbór Sokołów Małopolski, Sala Królestwa[68].

## Sport

### Kluby sportowe

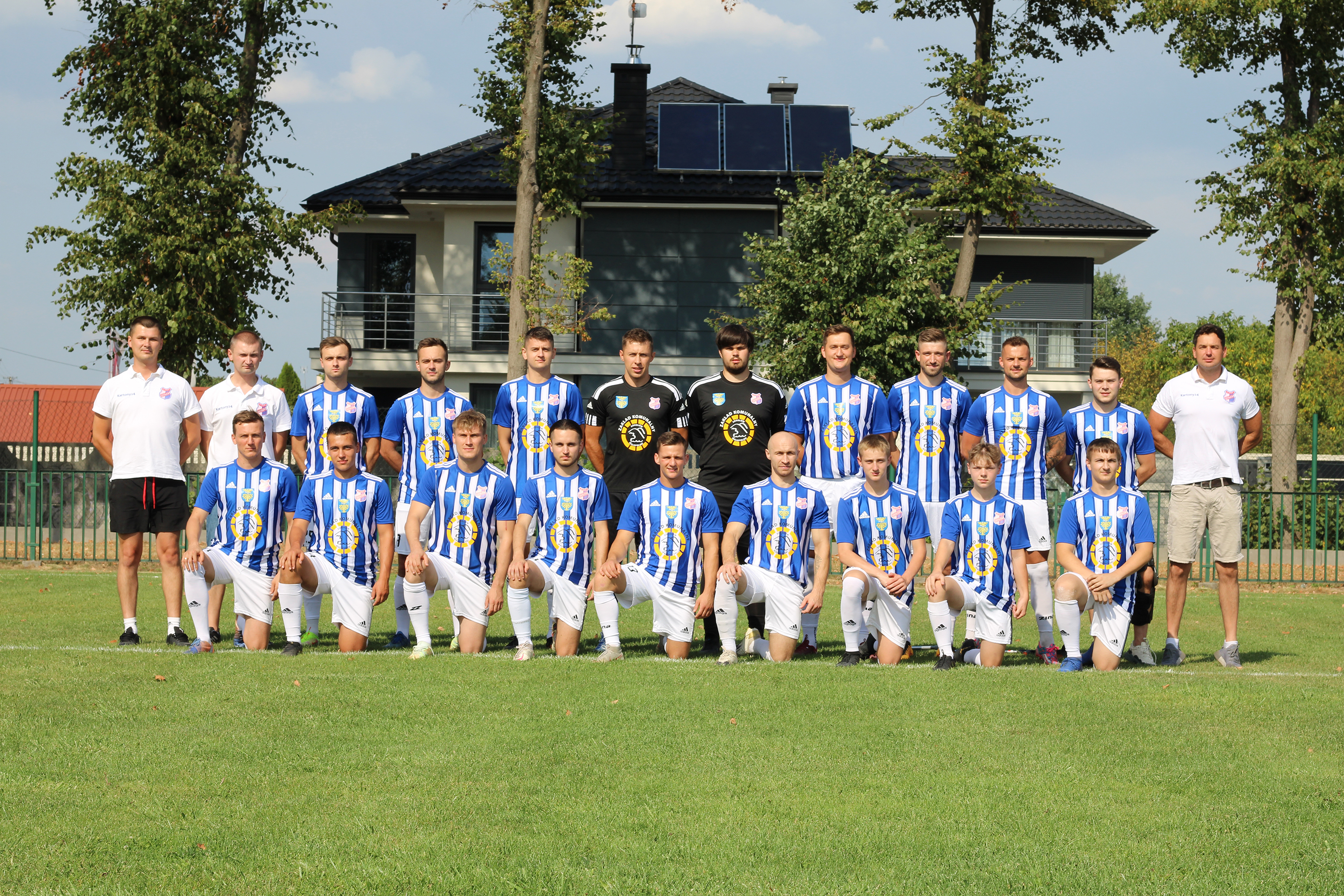
Piłkarze TG Sokół Sokołów Małopolski (2022)

Najbardziej popularną dyscypliną sportu w Sokołowie Małopolskim jest piłka nożna, którą w sekcji sportowej uprawia regularnie prawie 200 osób. Sama piłka nożna pojawiła się w mieście w 1912 roku. W przeszłości klub TG Sokół z Sokołowa zrzeszał wiele sekcji sportowych. Obecnie jest on jednosekcyjny.

### Zawody sportowe
W mieście w okresie letnim organizowane są zawody triathlonowe (Triathlon Sokoła). Miasto organizuje także cyklicznie biegi uliczne (Bieg Sokoła).

### Obiekty sportowe

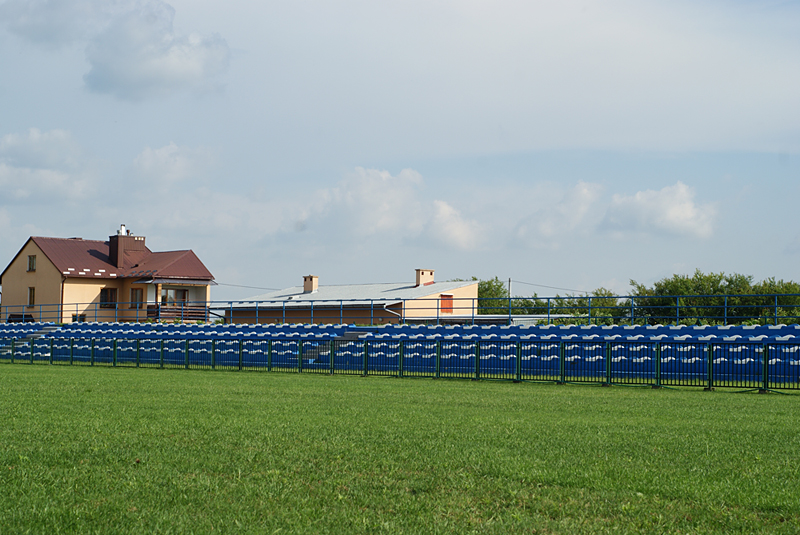
Trybuna stadionu przy ul. Polnej (2013)

Początkowo za boisko do piłki nożnej mieszkańcom Sokołowa i okolic służyły błonia pod Turzą. Tuż po I wojnie światowej podjęto działania mające na celu budowę dużego stadionu sportowego przy wylocie ulicy Raniżowskiej (obecnie Podstawskiego). Stadion został oddany do użytku na początku lat dwudziestych.
- Stadion przy ul. Polnej – piłka nożna; obiekt TG Sokół Sokołów Małopolski powstał w l. 1919–1921; po remoncie na przełomie 2011 i 2012 posiada 820 miejsc siedzących i wymiary boiska 104 × 63 m (wcześniej odpowiednio 200 i 105m x 68m). W lipcu 1961 rozpoczęto budowę pawilonu sportowego, który oficjalnie otwarto 8 maja 1966. W 1972 nastąpiło poszerzenie terenu stadionu, a w 1986 po raz kolejny rozbudowano pawilon sportowy. Remont stadionu na przełomie 2011 i 2012 objął płytę stadionu, budynek pawilonu klubowego oraz trybuny[71].
- Stadion przy ul. Lubelskiej – lekkoatletyka, piłka nożna, siatkówka plażowa
- Kryta Pływalna przy ul. Pileckich 5 – link
- „Orlik” – ul. Sportowa 6 – piłka nożna, siatkówka, koszykówka, piłka ręczna
- Hala Sportowa – ul. Lubelska 37
- Hala Sportowa – ul. Lubelska 41

## Rekreacja

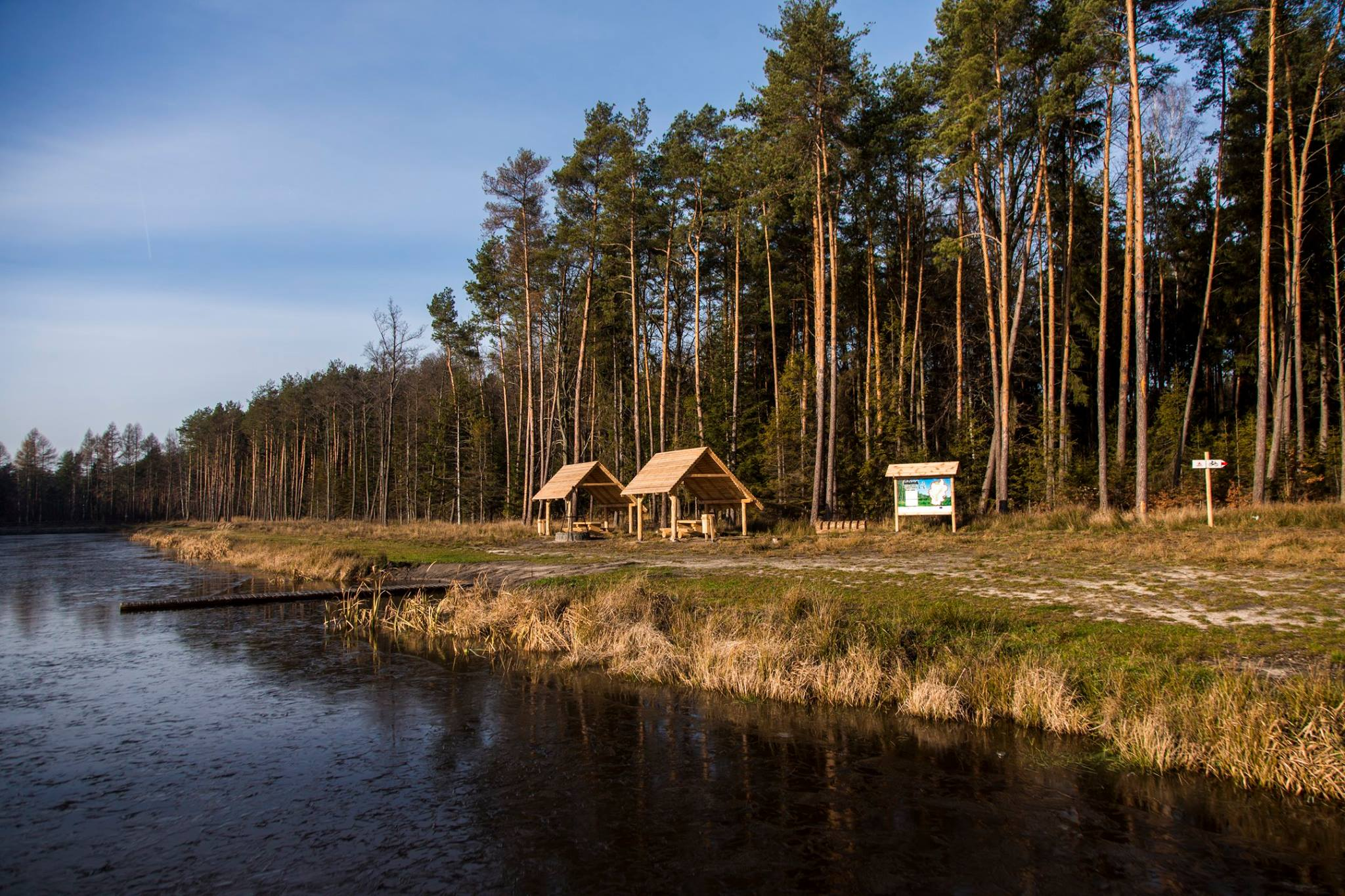
Zbiornik wodny w Sokołowie Małopolskim (Turza)

Okolice Sokołowa Małopolskiego obfitują w dużą liczbę ścieżek, które idealnie nadają się do letniej turystyki rowerowej i pieszej. W zimie natomiast leśne ścieżki w okolicy Turzy wykorzystywane są przez amatorów biegów narciarskich.
Przez miasto, w którym zlokalizowana jest mała baza hotelowa i restauracja, przebiega niebieski szlak turystyczny z Głogowa Małopolskiego do Leżajska.
Po zachodniej części miasta (ulica Leśna, Osiedle „Pod Lasem”) znajduje się niewielki zbiornik wodny z przeznaczeniem do rekreacji, a samo miasto graniczy od strony zachodniej i południowo-zachodniej z kompleksem leśnym.

## Miasta partnerskie
- Czop[73]
- Montefalco (od 2010[74][75])
- Sokolov (od 2010[74][75])
- Sokołów Podlaski (od 2010[74][75])